# Hôtel de Bourgtheroulde
L'hôtel de Bourgtheroulde est un ancien hôtel particulier datant en grande partie du XVIe siècle, situé place de la Pucelle, dans le centre historique de Rouen.
Guillaume II le Roux, seigneur de Bourgtheroulde et membre de l'Échiquier de Normandie, décida à la fin du XVe siècle de se faire construire un hôtel en pierre digne de son rang, dans le style Louis XII, transition entre le gothique flamboyant et le style de la Première Renaissance française.
Son fils, Guillaume III, continua les travaux d'embellissement et compléta l'œuvre de son père. Dans la cour intérieure, sur la gauche, la galerie d'Aumale présente un décor sculpté Renaissance d'une rare qualité. Guillaume III y a fait représenter l'entrevue du camp du Drap d'Or entre François Ier et Henri VIII d'Angleterre. Au niveau de la toiture, une seconde série de bas-reliefs illustre le poème allégorique des triomphes de Pétrarque.
Cet ancien hôtel particulier fut occupé jusqu'à fin 2006 par une banque, le Crédit industriel de Normandie. Il est ensuite restructuré en hôtel de luxe ; son ouverture date d'avril 2010.
Il fait l'objet d’un classement au titre des monuments historiques pour ses façades et toitures, depuis le 11 janvier 1924. Partiellement ravagé le 19 avril 1944 au cours de la « semaine rouge », le bâtiment voit les décors de son corps de logis anéantis par le bombardement du 26 août suivant, peu de temps avant la libération de la ville.
Son architecture est à rapprocher de celle du palais de justice et du bureau des Finances contemporains.

## Situation
L'hôtel de Bourgtheroulde donne sur la place de la Pucelle. Anciennement appelée place du Marché aux veaux, elle a pris ce nom à l'issue d'une méprise. On a longtemps pensé que c'était sur cette place que Jeanne d'Arc avait été brûlée.

## Histoire de l'édifice

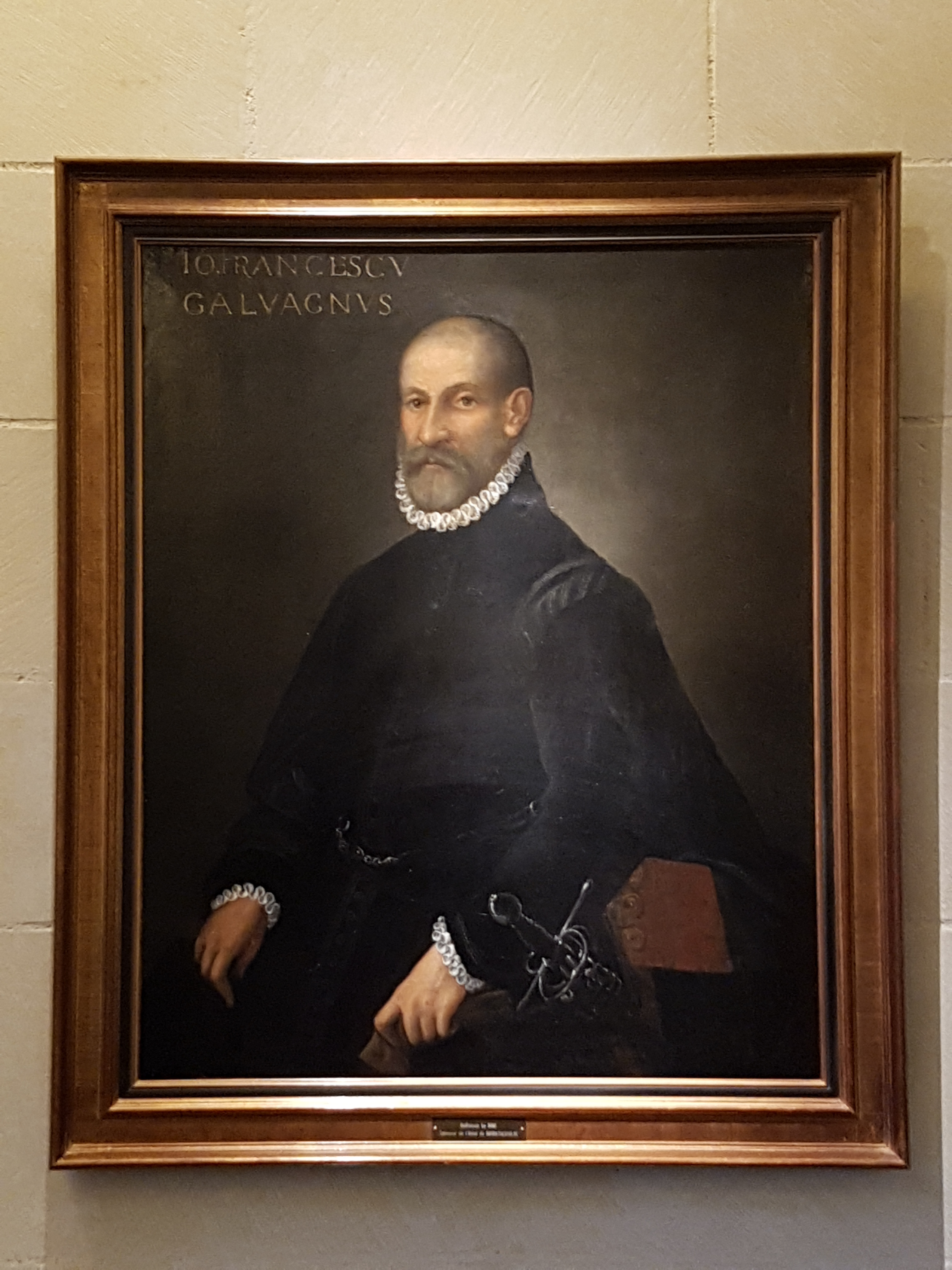
Tableau représentant Guillaume Le Roux, seigneur de Bourgtheroulde, à l'origine de la construction de l'hôtel.

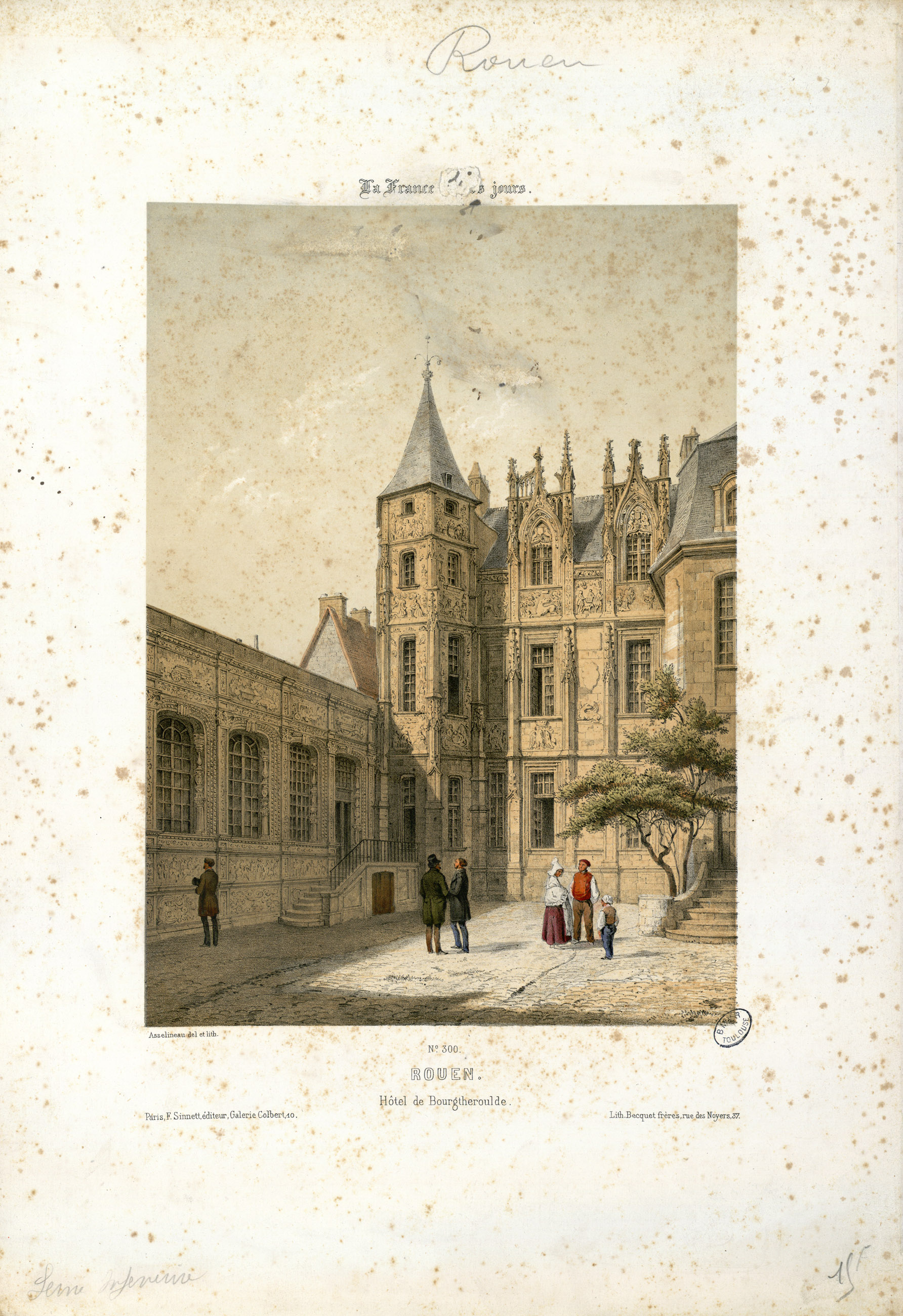
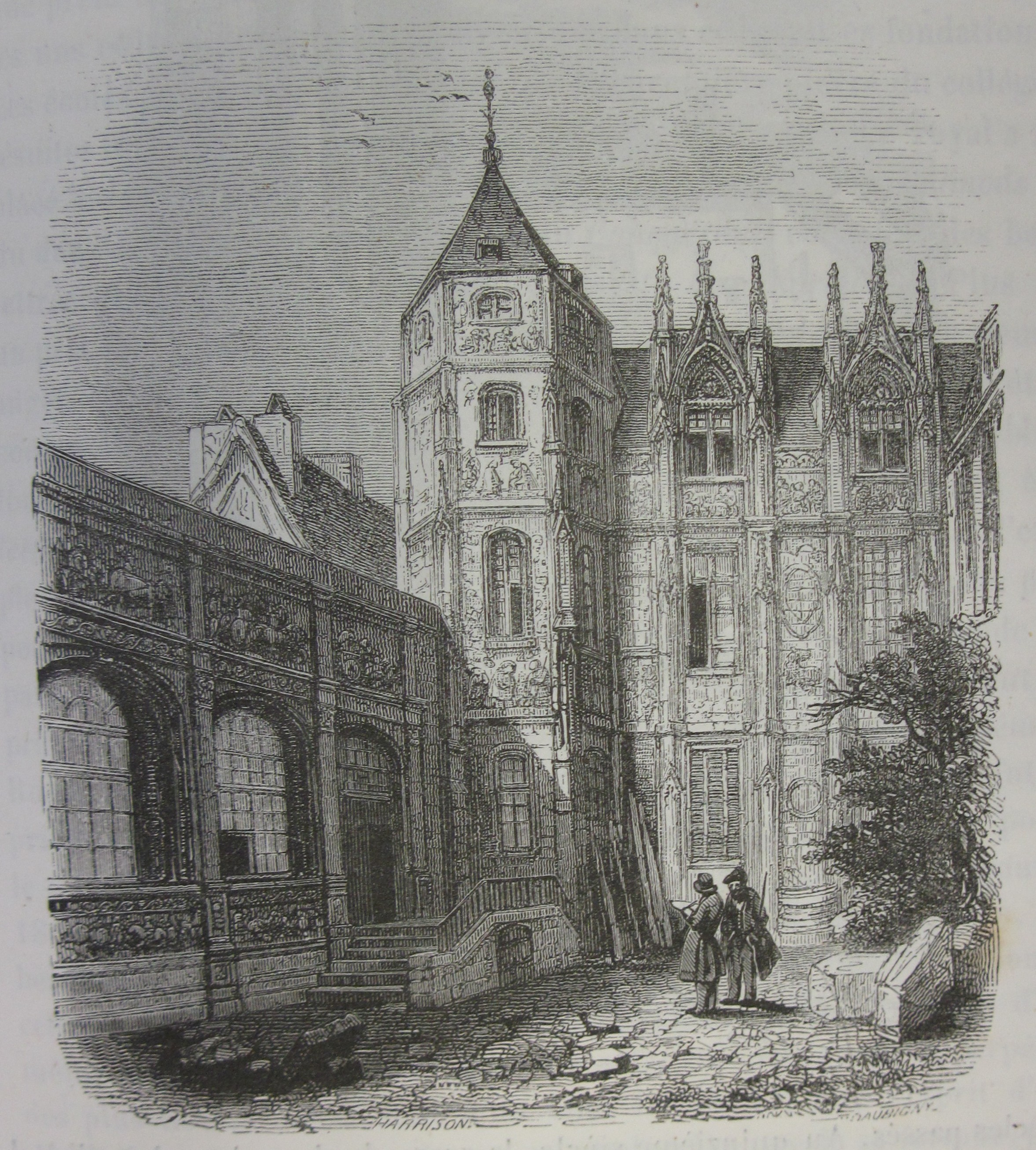
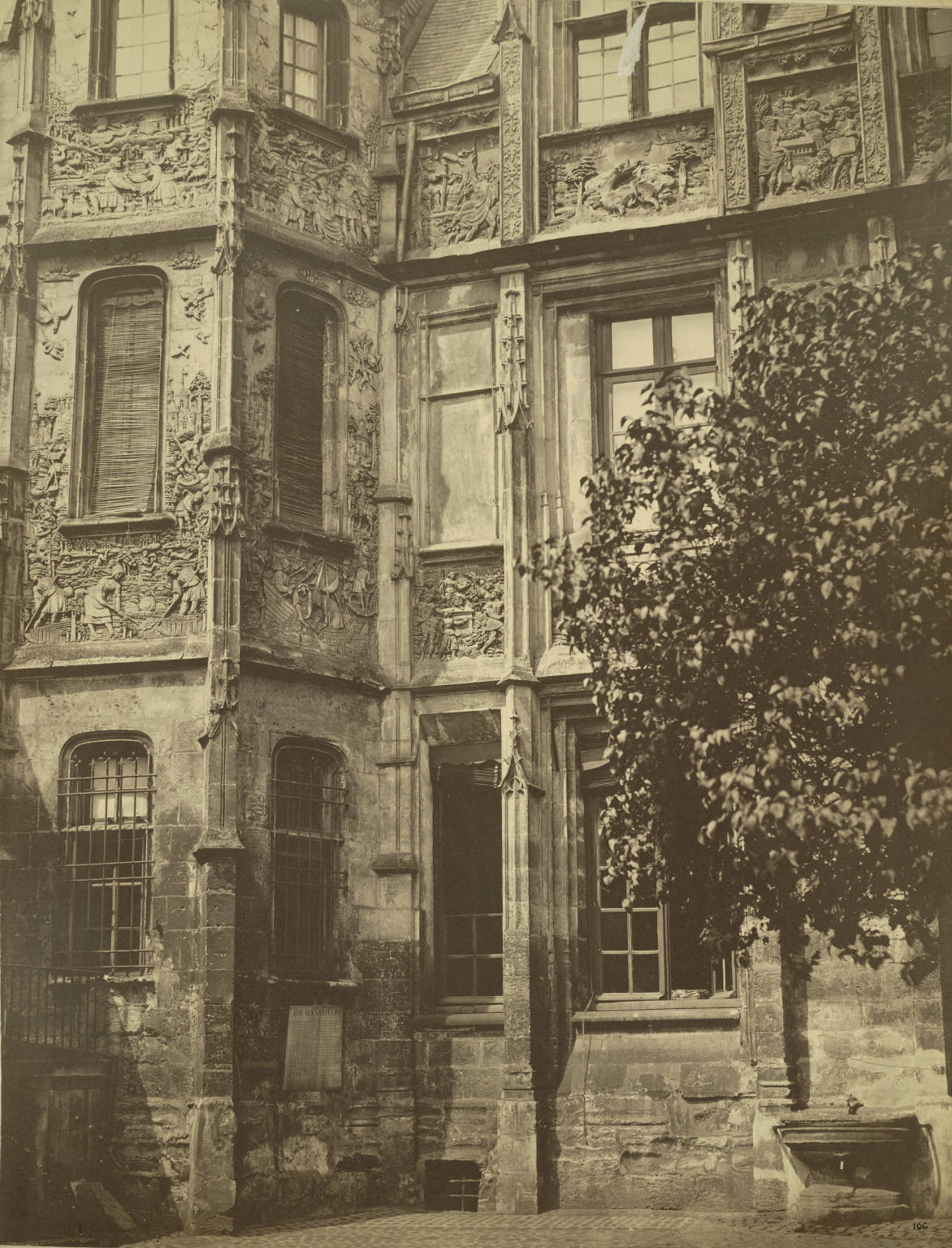
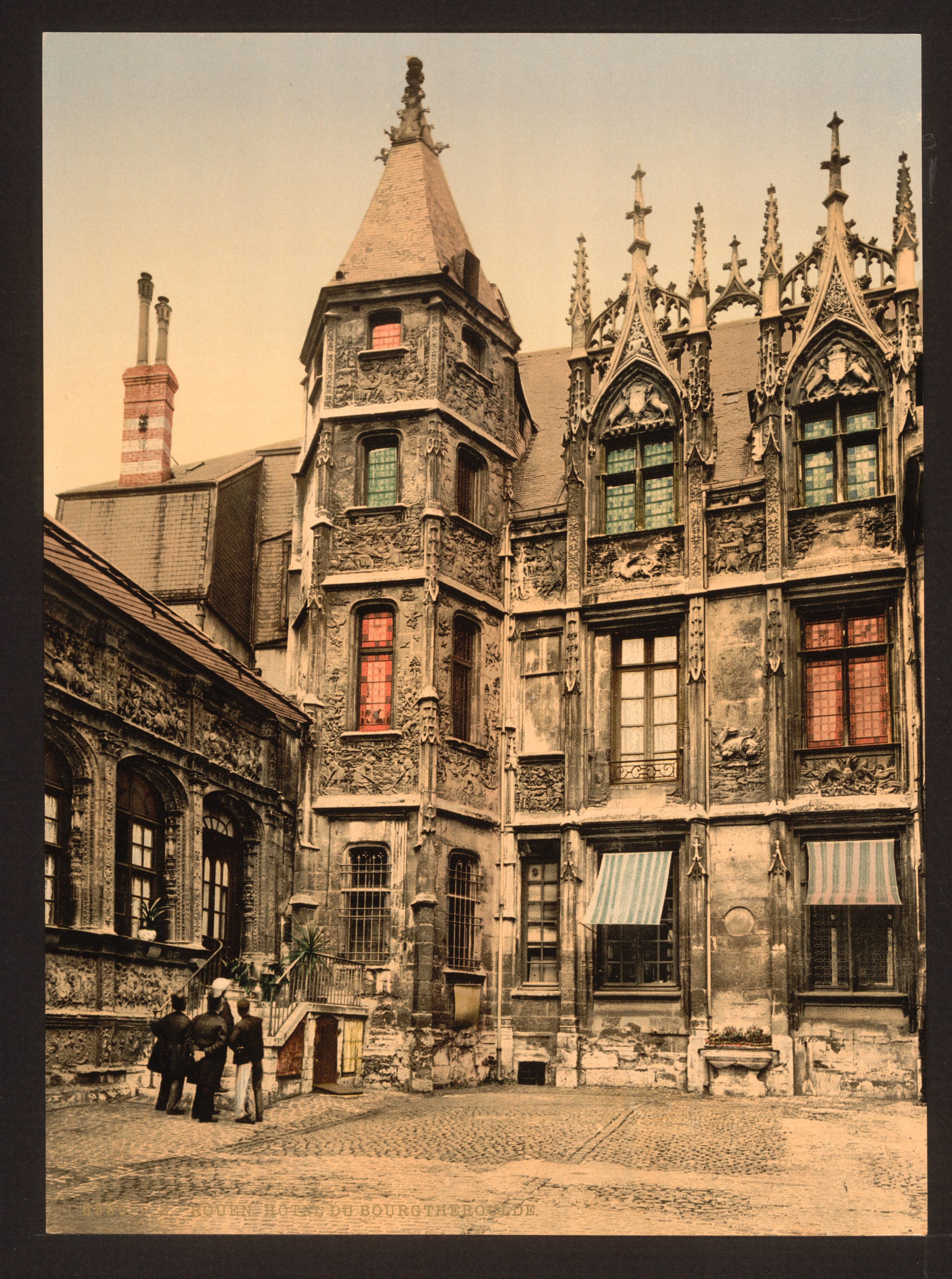

Ce remarquable hôtel de style Louis XII et Renaissance a été construit par un personnage éminent : Guillaume II le Roux, seigneur de Bourgtheroulde. Il semble que les travaux s'engagèrent dès 1501. À la mort de Guillaume II, en 1520, il devint la propriété de Guillaume III, abbé d'Aumale. C'est à cette époque que fut construite la galerie d'Aumale (ou de François Ier), représentant l'entrevue du camp du Drap d'Or. En 1532, c'est le frère de Guillaume III, Claude Le Roux qui hérita du bien.
L'hôtel servit a accueillir des personnages importants comme le cardinal Alexandre de Médicis en 1596. Il resta dans la famille Le Roux jusqu'à la fin du XVIIe siècle. Victime d'un grave incendie en 1770, qui détruisit l'aile nord, il fut restauré. Il traversa la période révolutionnaire. À partir de 1848, il devint le siège d'une banque, le Comptoir d'Escompte puis le siège du Crédit industriel de Normandie, banque régionale du groupe CIC jusqu'à fin 2006.
Au terme de la rénovation complète de l'édifice par la société lilloise d'investissement hôtelier (SLIH), l'hôtel de Bourgtheroulde est devenu en avril 2010 un hôtel cinq étoiles affilié au groupe hôtelier américain Marriott International,.

## Bâtiments

### Distribution générale
L'hôtel de Bourgtheroulde a une longue histoire ; il en a subi les vicissitudes. L'intérieur de l'hôtel a pratiquement disparu. La façade sur la place de la Pucelle et les façades sur la cour ont été profondément modifiées : la façade nord a été reconstruite après l'incendie de 1770. La tourelle sud, touchée de plein fouet par une bombe en 1944 a été entièrement reconstruite sans son décor sculpté. Les jardins ont été remplacés par des locaux modernes.
Ce qui reste place toutefois l'hôtel comme l'un des premiers monuments d'intérêt de la ville de Rouen.

### La façade principale

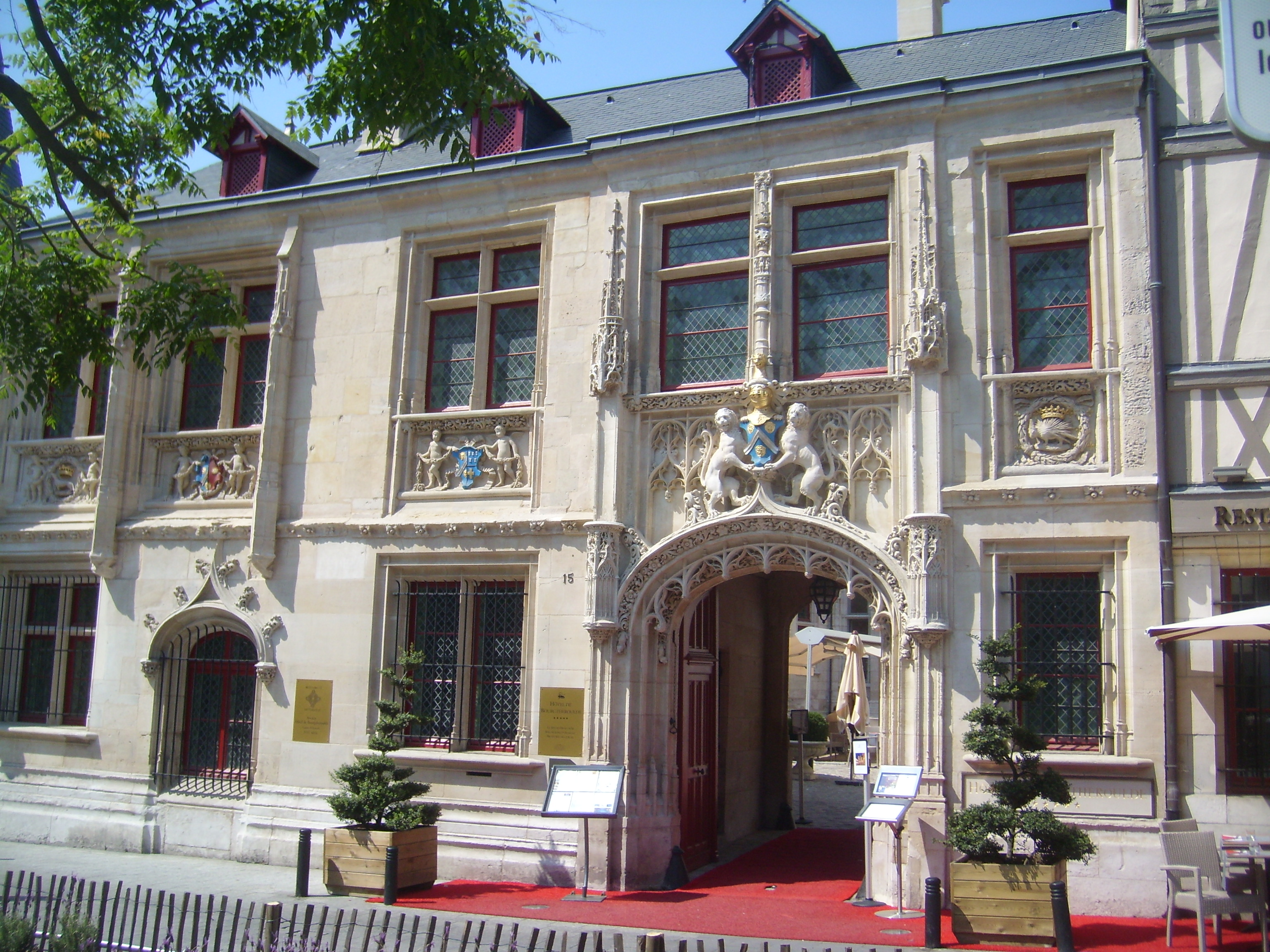
Façade sur la Place de la Pucelle.
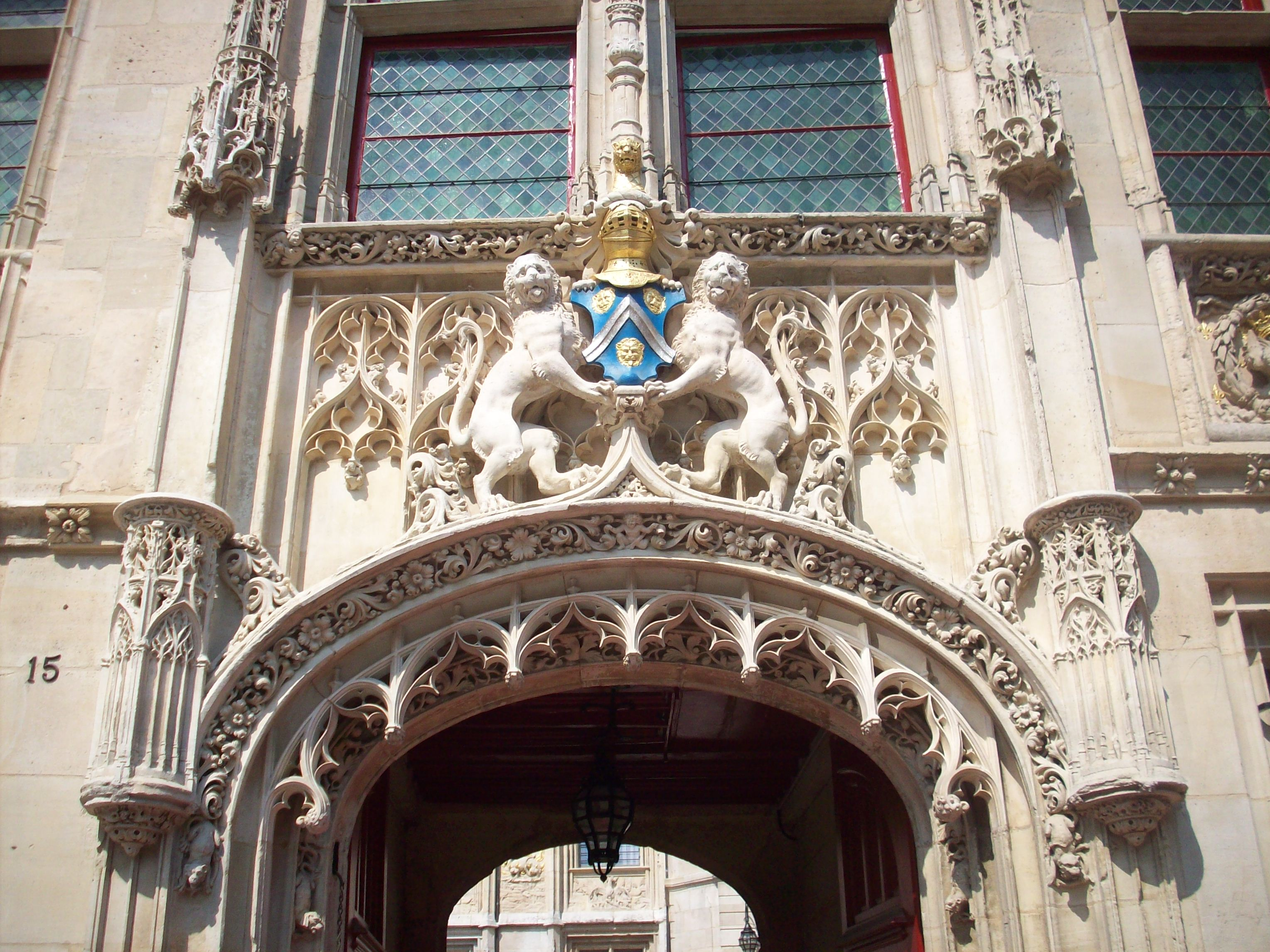
Portail d'entrée en anse de panier à festons surmontés des deux léopards normands et des armoiries des seigneurs de Bourgtheroulde.
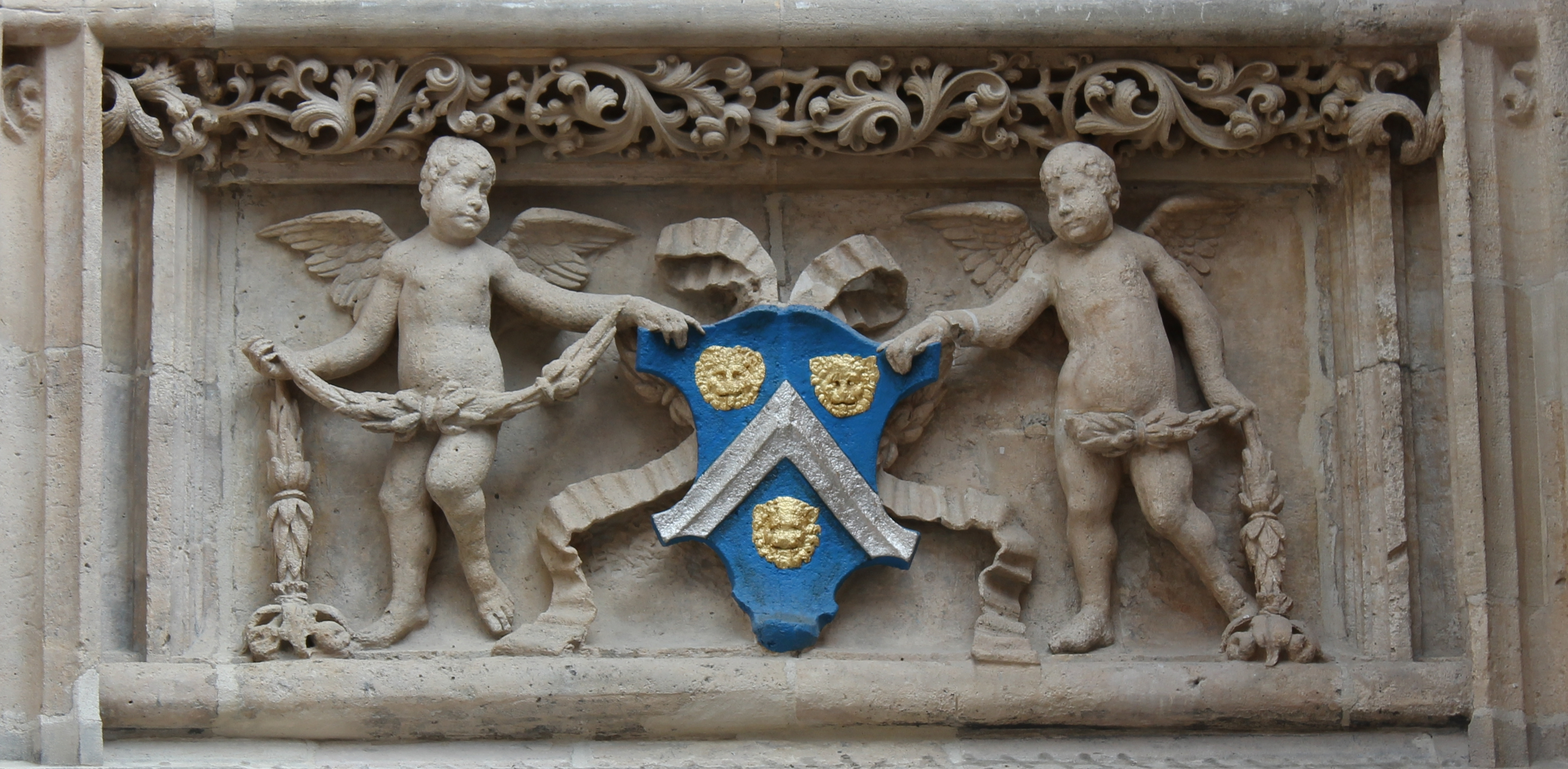
Les armoiries des seigneurs de Bourgtheroulde.
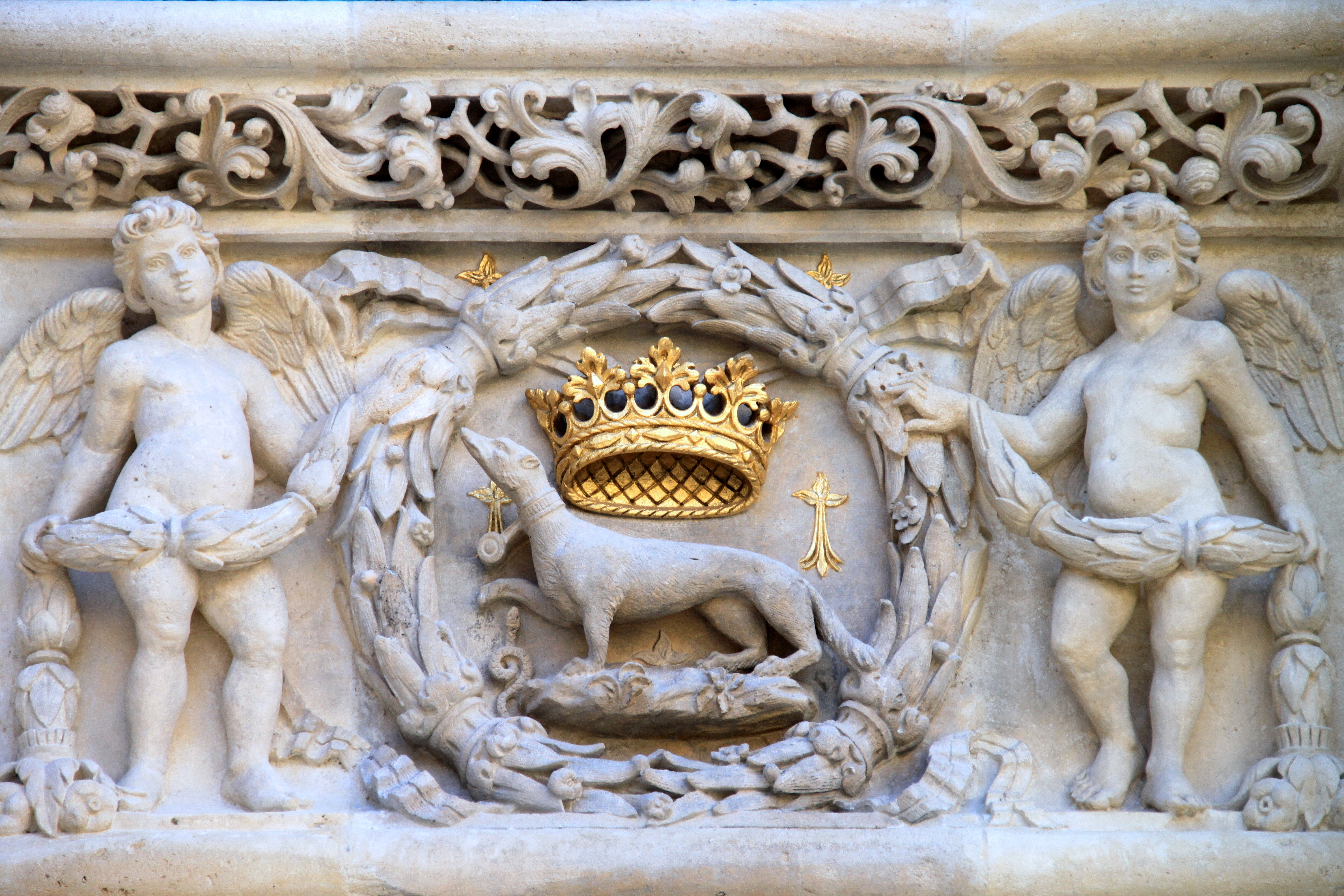
L’hermine, emblème d’Anne de Bretagne.
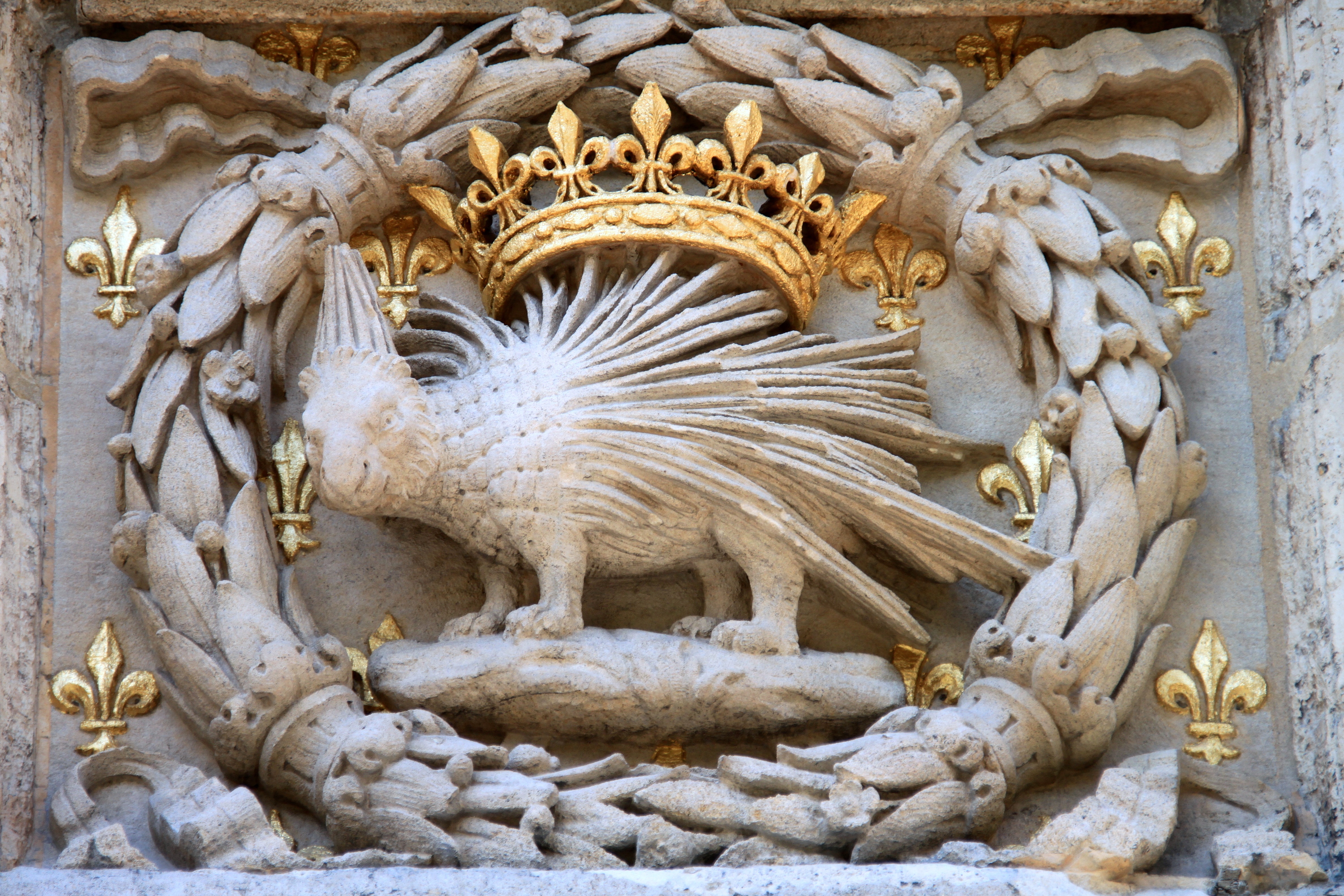
Le porc-épic, emblème de Louis XII.

L'hôtel de Bourgtheroulde donne sur la Place de la Pucelle, anciennement appelée Place du marché aux veaux. La façade avait été grandement défigurée avec le temps.
La tourelle en échauguette qui formait l'encoignure à gauche de la façade avait été détruite en 1824. Des ouvriers qui installaient une lanterne à réverbère provoquèrent un effondrement partiel. La ville, en vertu des plans d'alignements en cours à cette époque, fit démolir le reste. De forme polygonale, elle était jadis entièrement recouverte de sculptures Renaissance dont la plupart ont disparu avec sa destruction quasi complète par les bombardements de 1944. Cette tour fut reconstruite de 2009 à 2010 sans pouvoir restituer ses précieux bas-reliefs qui figuraient des scènes pastorales. En revanche, on a pu redonner à la toiture son aspect initial avec son épi de faîtage. Une autre petite tourelle en encorbellement en forme échauguette flanquait la porte cochère au nord de la façade. Menaçant ruine, elle disparut avant 1682.
L'extérieur a subi de nombreux remaniements aux XIXe et XXe siècles. La disposition du rez-de-chaussée avait été altérée par la transformation en magasins. Il ne subsistait que la porte cochère, quelques pilastres et les fenêtres de l'étage. Le décor sculpté avait disparu. Il a été reconstitué par Jean-Baptiste Foucher en 1893,. Le porche d'entrée est décoré aujourd'hui des deux léopards normano-angevins soutenant les armes de la famille de Bourgtheroulde et du porc-épic symbole du roi Louis XII. Cette restitution ne s'appuie sur aucune trace archéologique.
Il est vraisemblable que la disposition d'origine ne comportait pas de toiture, mais une terrasse, comme figuré sur le Livre des Fontaines de Jacques Le Lieur. Le toit a été construit entre 1682 et 1691.

### Aile Ouest

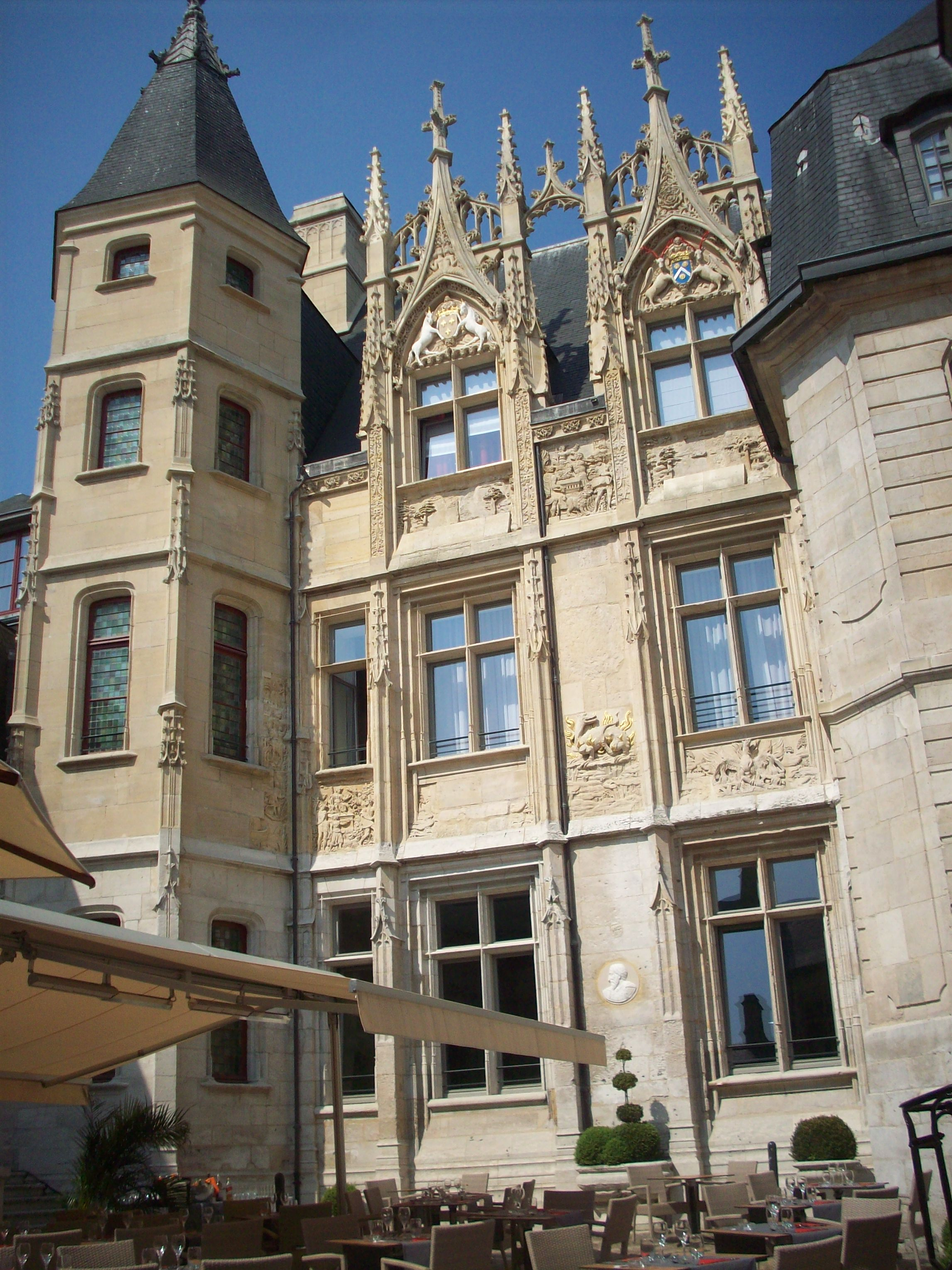
Façade de la cour d'honneur de Style Louis XII.
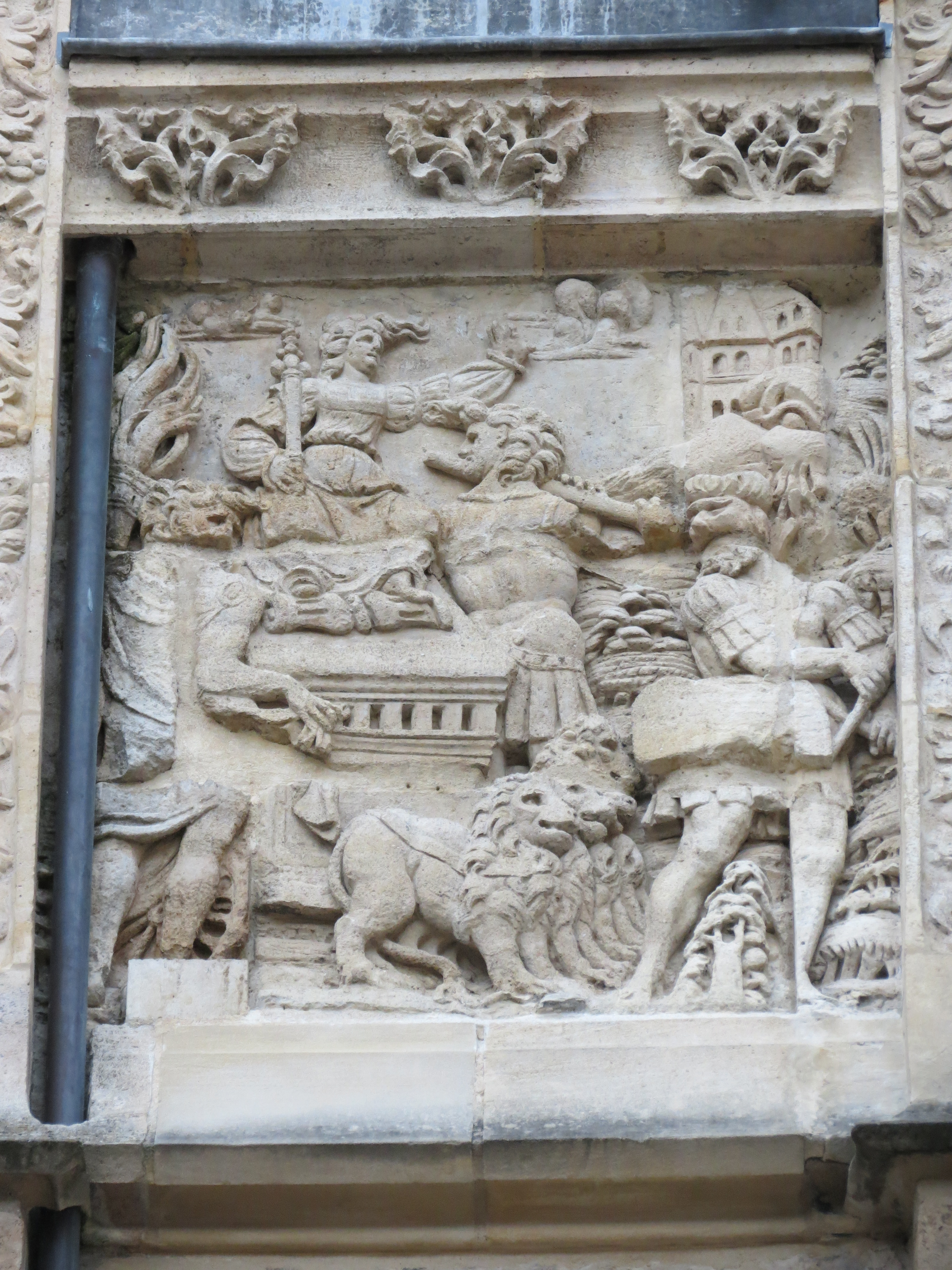
Scènes allégorique des Triomphes de Pétrarque : Cybèle ?
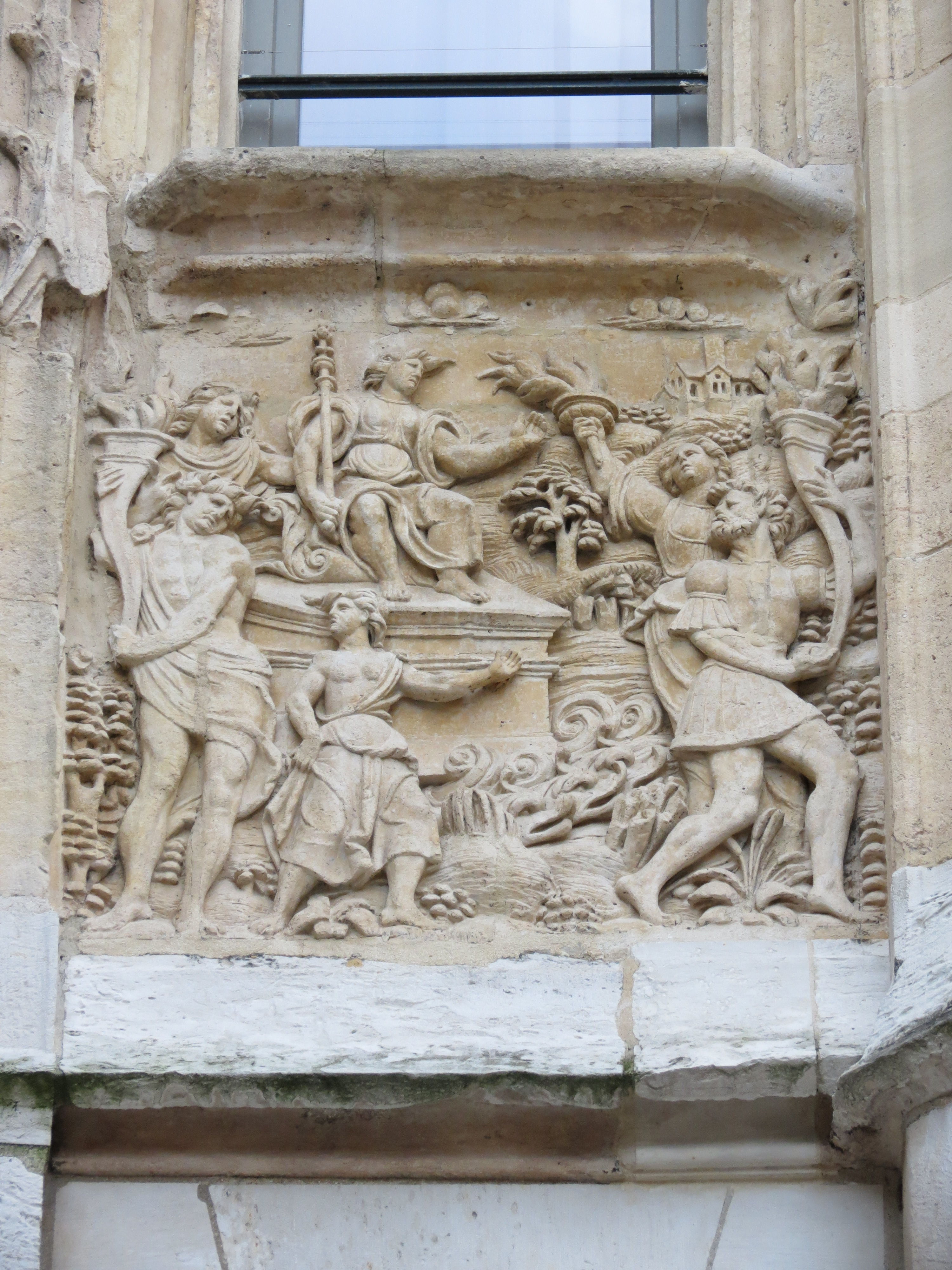
Scènes allégorique des Triomphes de Pétrarque : Cybèle ?
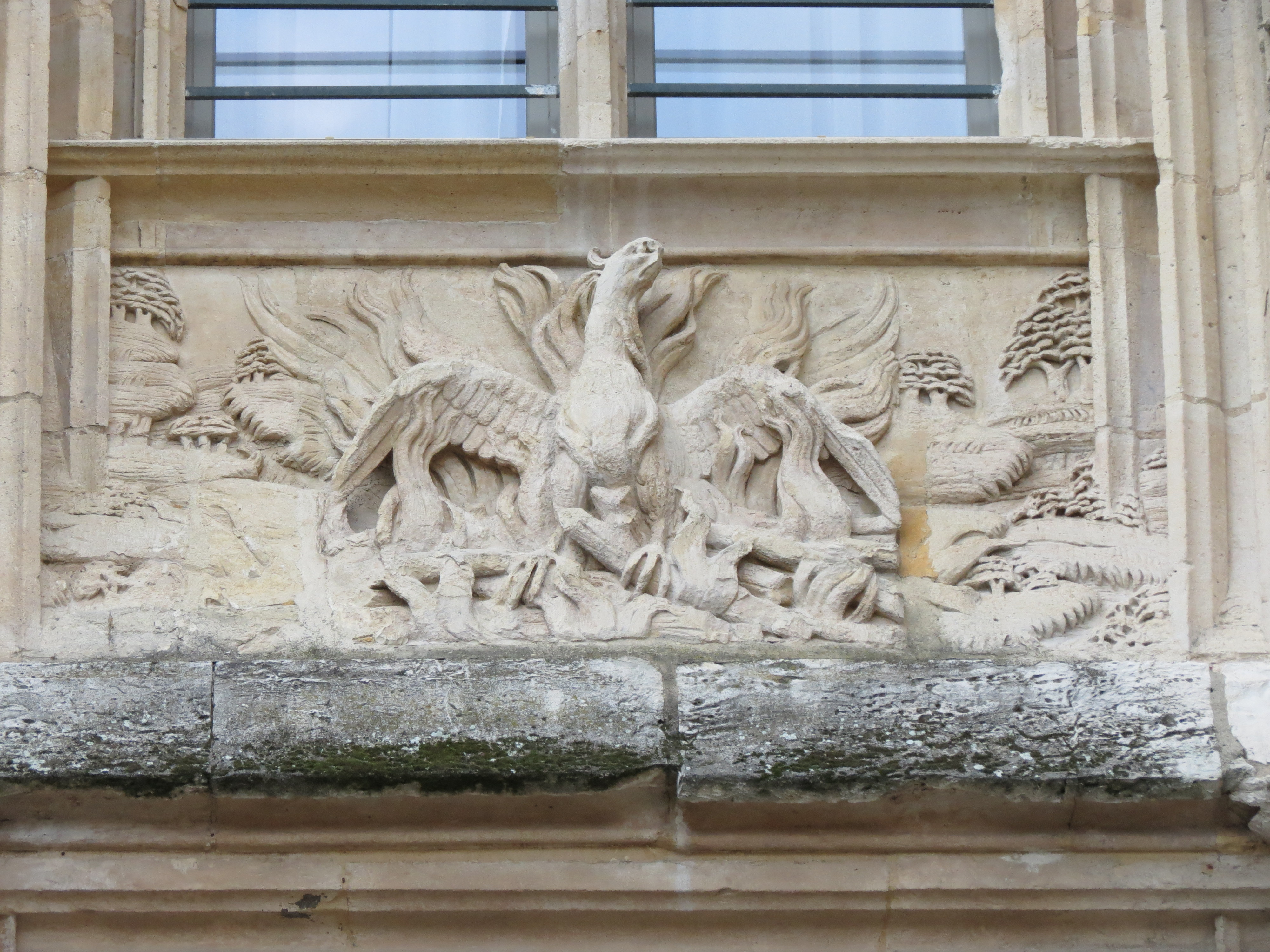
Le Phénix, symbole d'Eléonore de Habsbourg, seconde femme de François Ier.
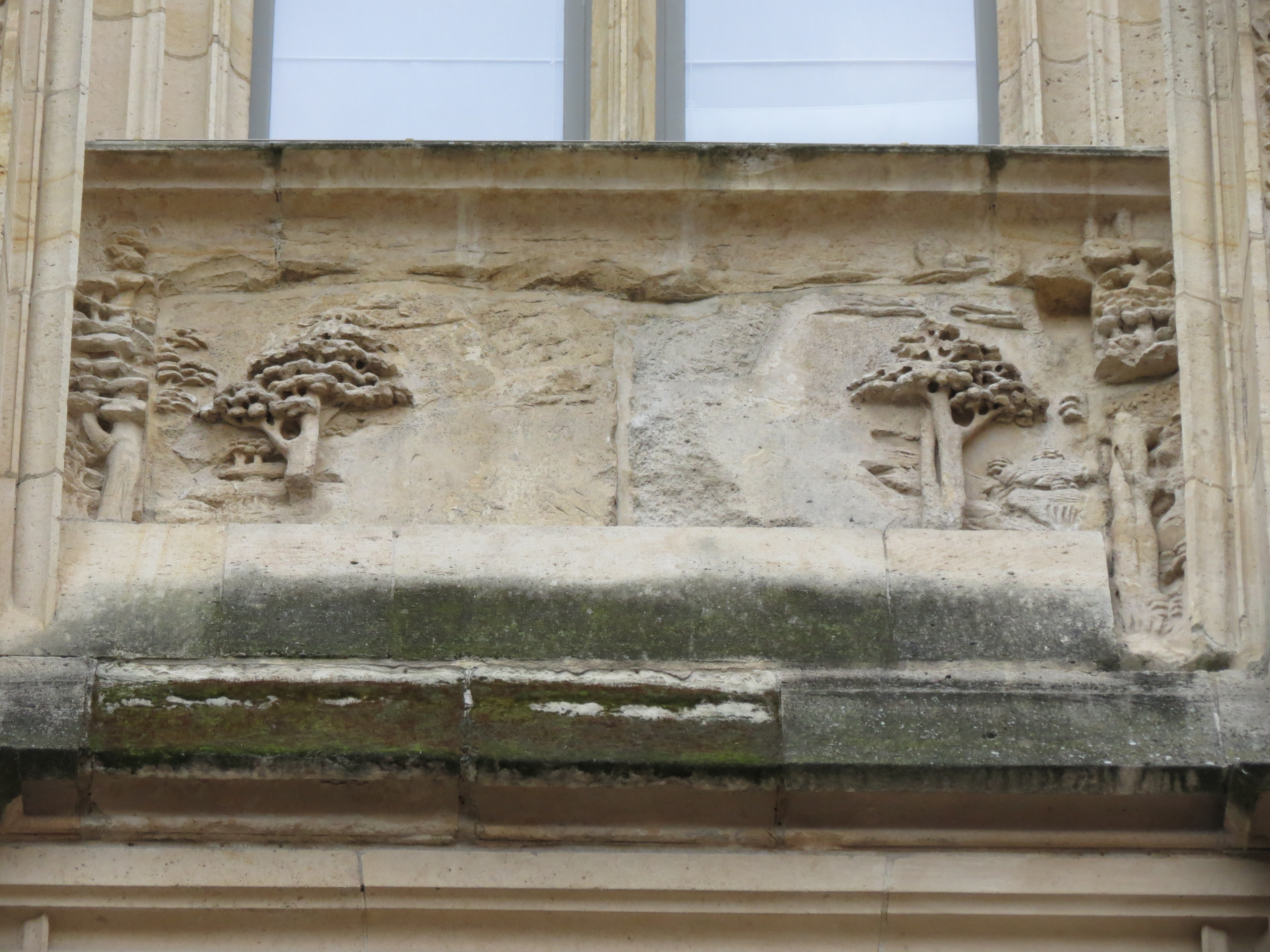
Relief pastoral en partie perdu.
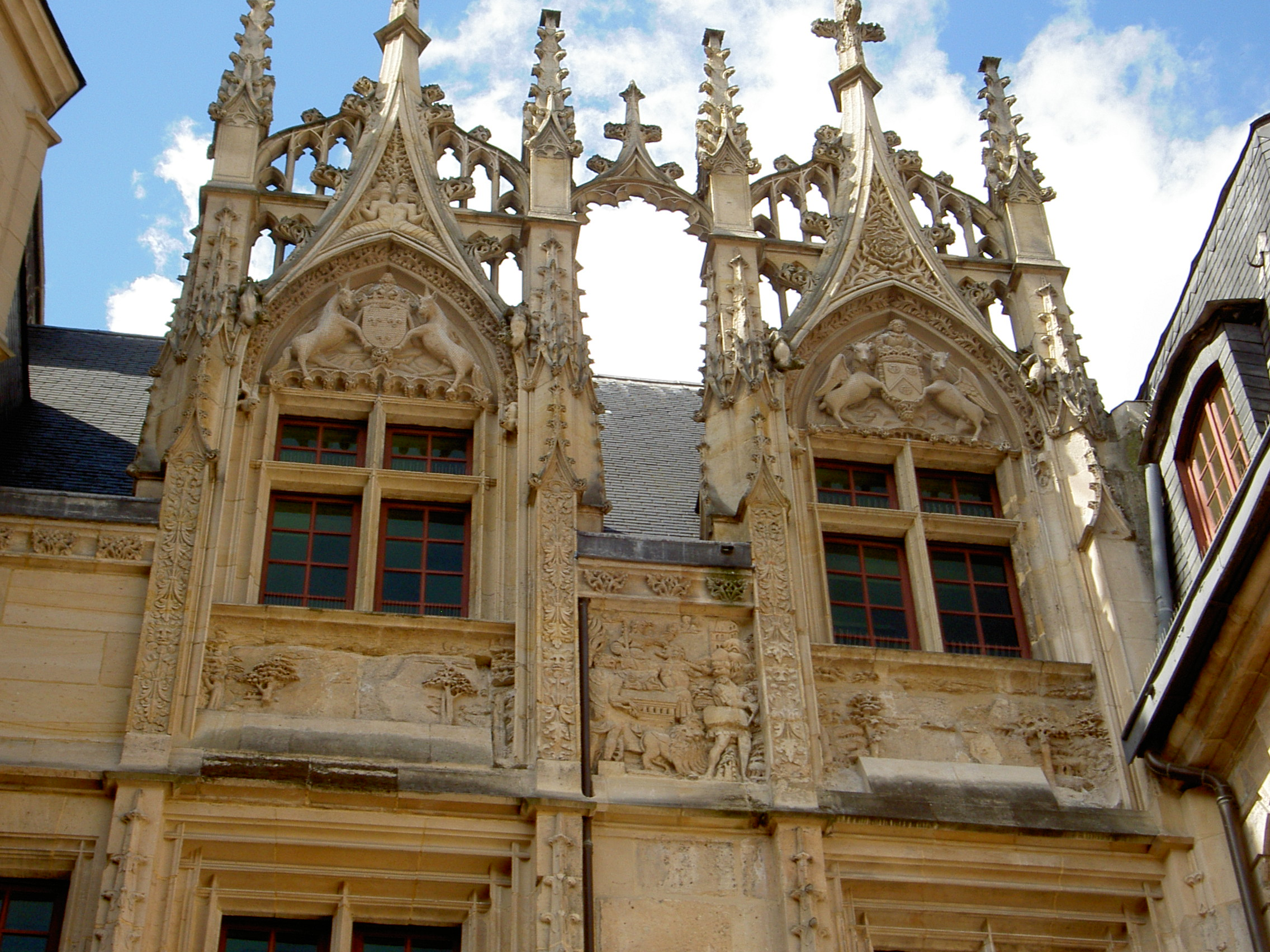
Relief des triomphes de Plutarque et lucarnes de Style Louis XII, mêlant motifs flamboyants et pinacles à rinceaux de la Première Renaissance.

Le logis se composait de deux ailes perpendiculaires. L'aile ouest est conservée en grande partie. Elle était cantonnée de deux tourelles. Seule la tourelle sud a été conservée (bien que reconstruite après la Seconde Guerre mondiale). La tourelle nord n'a pas été reconstruite après l'incendie de 1770 et fut remplacée par un corps néoclassique doté d'un comble à la Mansart. Elle contenait une chapelle au premier étage.
Marquant une nouvelle étape par rapport au Palais de justice de Rouen, l'élévation principale de style Louis XII qui conserve encore des éléments de l'art gothique tardif (pinacles, arcs en anse de panier) et des fenêtres à meneaux, présente déjà des motifs, en forme de rinceaux d'influence lombarde, inédits pour l'époque médiévale : elle se développe sur deux étages surmontant une cave coiffée d'un comble doté de deux grandes lucarnes à gables flamboyants qui annoncent déjà la Première Renaissance par leurs formes. Une sorte de claire-voie d'arcatures ou de petits arcs-boutants relie le fronton aux deux pinacles qui les accostent,. Typique du style Louis XII, l'élargissement des fenêtres véhicule une notion de luxe tandis que leur abondance participe de la féerie de l'édifice. Déjà à la fin du XIVe siècle, cette propriété quasi-magique du palais largement ouvert était apparue lorsque Guillebert de Mets évoquait la fastueuse demeure parisienne de Jacques Ducy, alors clerc à la chambre des Comptes. Outre l’entrée de la clarté, ces ouvertures élargies permettent désormais une aération plus importante des pièces dans un souci nouveau d'hygiène de vie tandis que la superposition des fenêtres en travées reliées entre elles par des moulures organise de façon plus régulière le rythme des façades,, annonçant ainsi le quadrillage des extérieurs de la Première Renaissance.
Sur l'aile Ouest, la sculpture est abondante et de conservation incomplète. Entre les croisées du rez-de-chaussée, un médaillon est maintenant effacé. Il aurait représenté Diane de Poitiers. Entre les croisées du premier étage se trouve la salamandre, armes de François Ier et, à droite, le Phénix de sa seconde épouse, Éléonore de Habsbourg. D'autres panneaux représentent des chars triomphaux (le panneau supérieur à gauche, près de la tourelle, a disparu en 1944). Il s'agit peut-être de l'illustration de l'entrée solennelle de la reine en 1532 qui vit pour la première fois un cortège de chars.

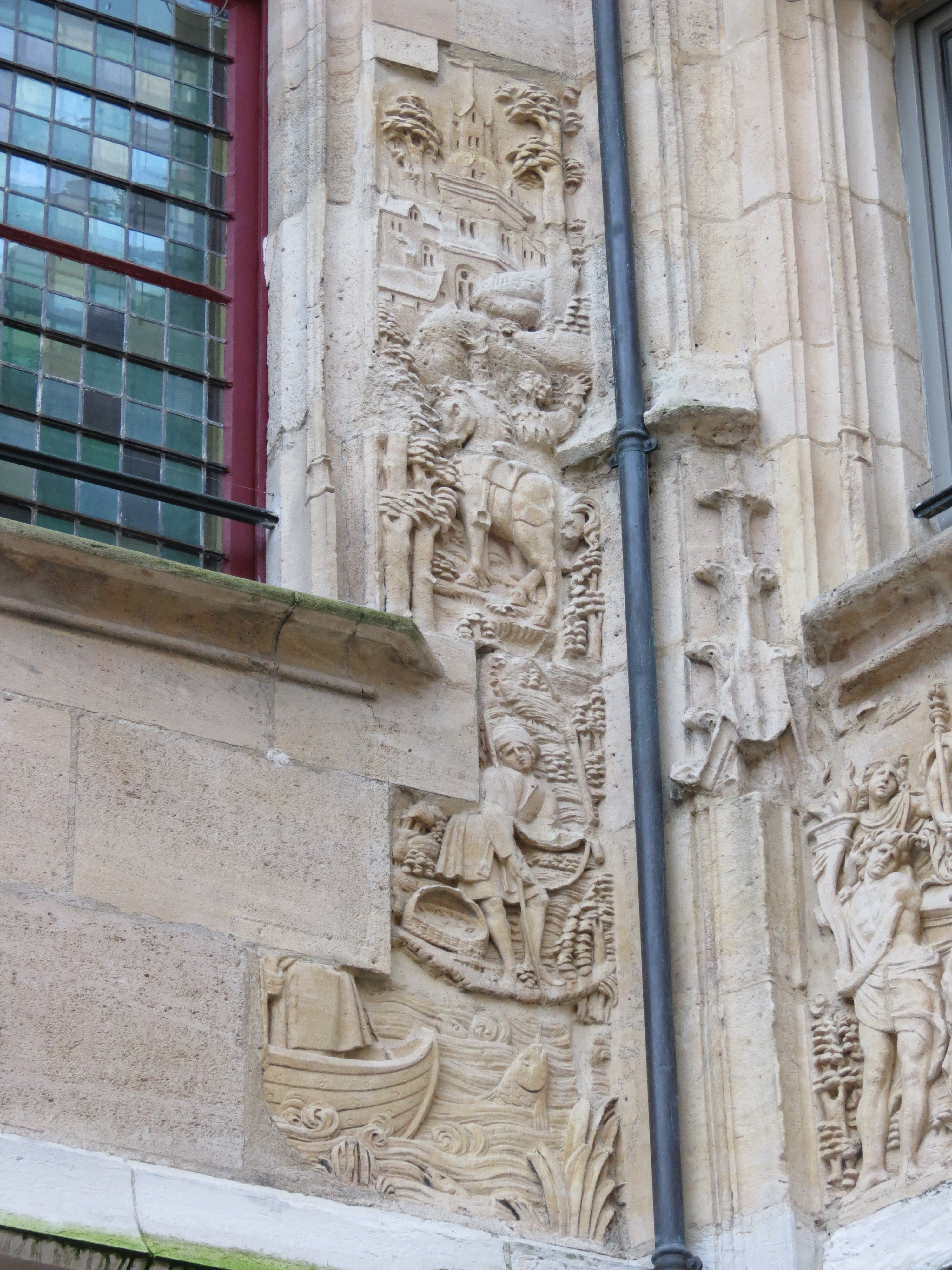
Détails des scènes pastorales de la tour d'angle.
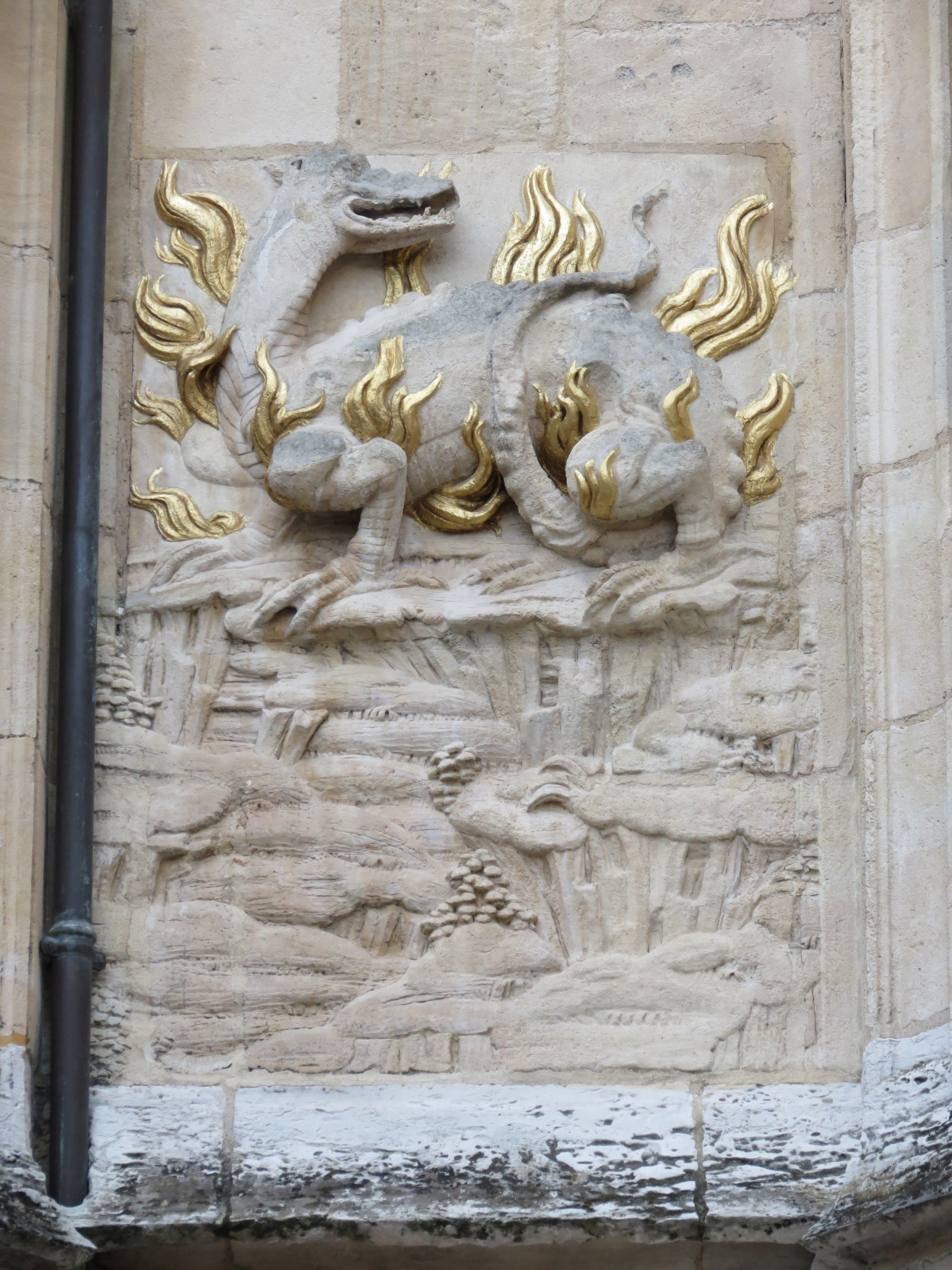
La salamandre de François Ier.
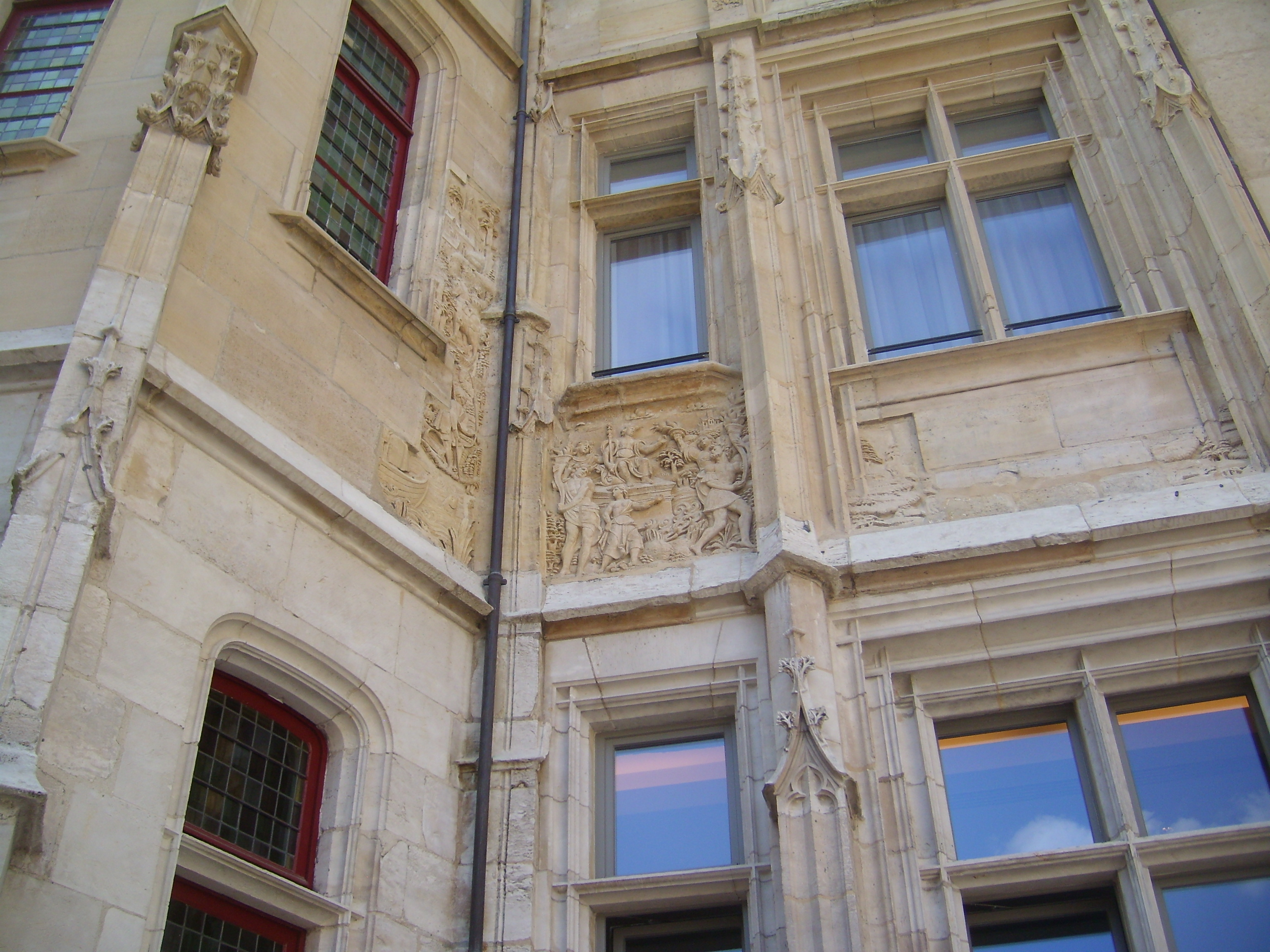
Détails des scènes pastorales de la tour d'angle.
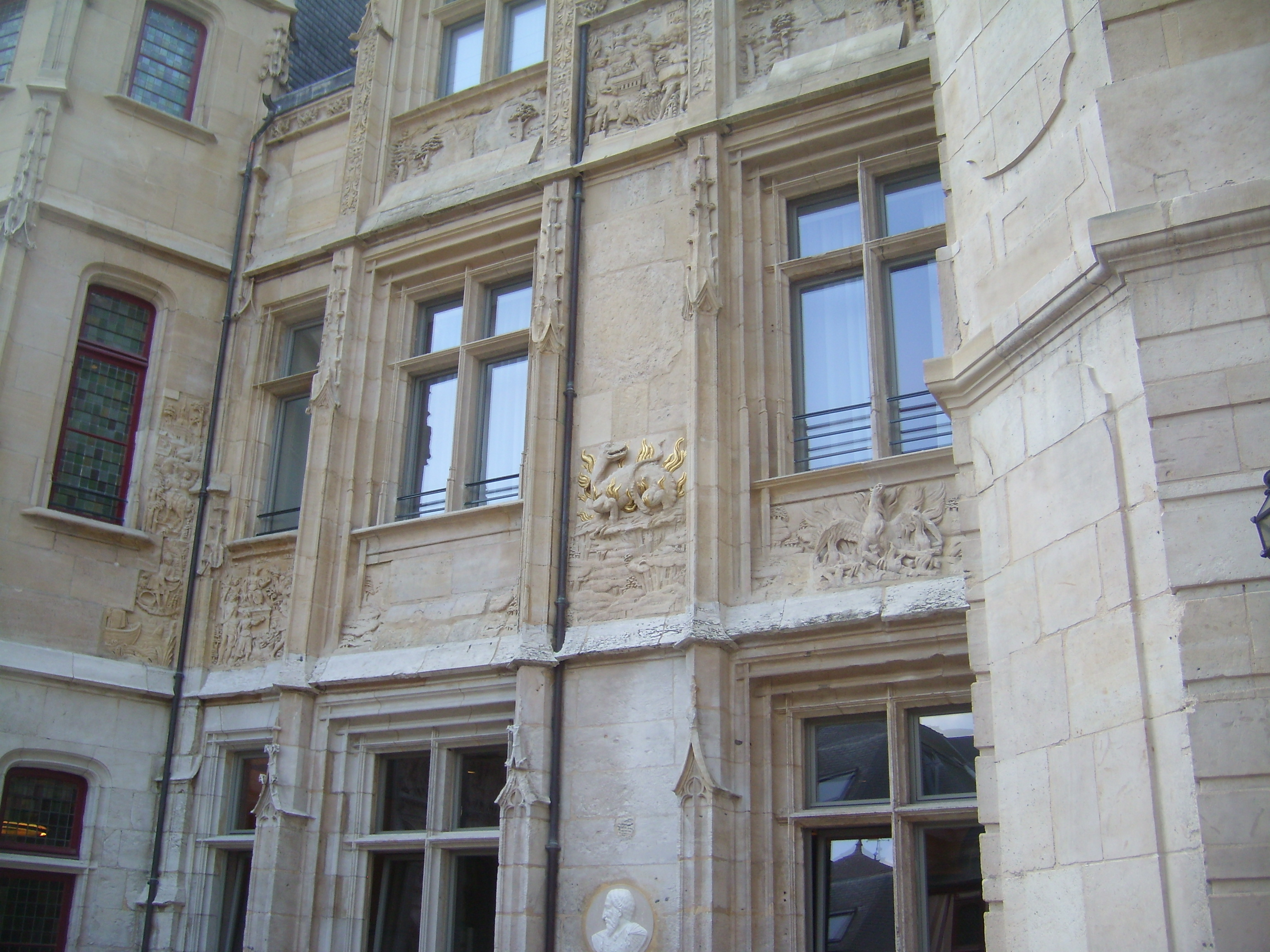
Scènes allégorique et panneaux représentent des chars triomphaux, illustrant peut-être l'entrée solennelle de la reine en 1532.

La tourelle au sud de la façade du logis principal a été presque entièrement détruite lors des bombardements de 1944. Elle a été relevée, mais ses bas-reliefs n'ont pas été restitués.
De plan octogonal, elle est éclairée par deux fenêtres à chaque étage. Elle est surmontée par un toit en pointe coiffé d'un épi de faîtage en plomb,.
La pièce du rez-de-chaussée est voûtée d'ogives. Au-dessus se trouvait un cabinet remarquablement décoré. Seuls des morceaux de cette décoration ont pu être récupérés.
La décoration extérieure était luxuriante. Les étages supérieurs étaient couverts de sculptures représentant des scènes pastorales. Seul un fragment a été récupéré. Heureusement, ces décors avaient été relevés par Eustache-Hyacinthe Langlois. Les registres inférieurs sont consacrés à la pêche et à la moisson. Les scènes supérieures sont consacrées aux bergers. Ces pastorales étaient très à la mode au XVIe siècle.

### Aile Sud: la galerie d'Aumale

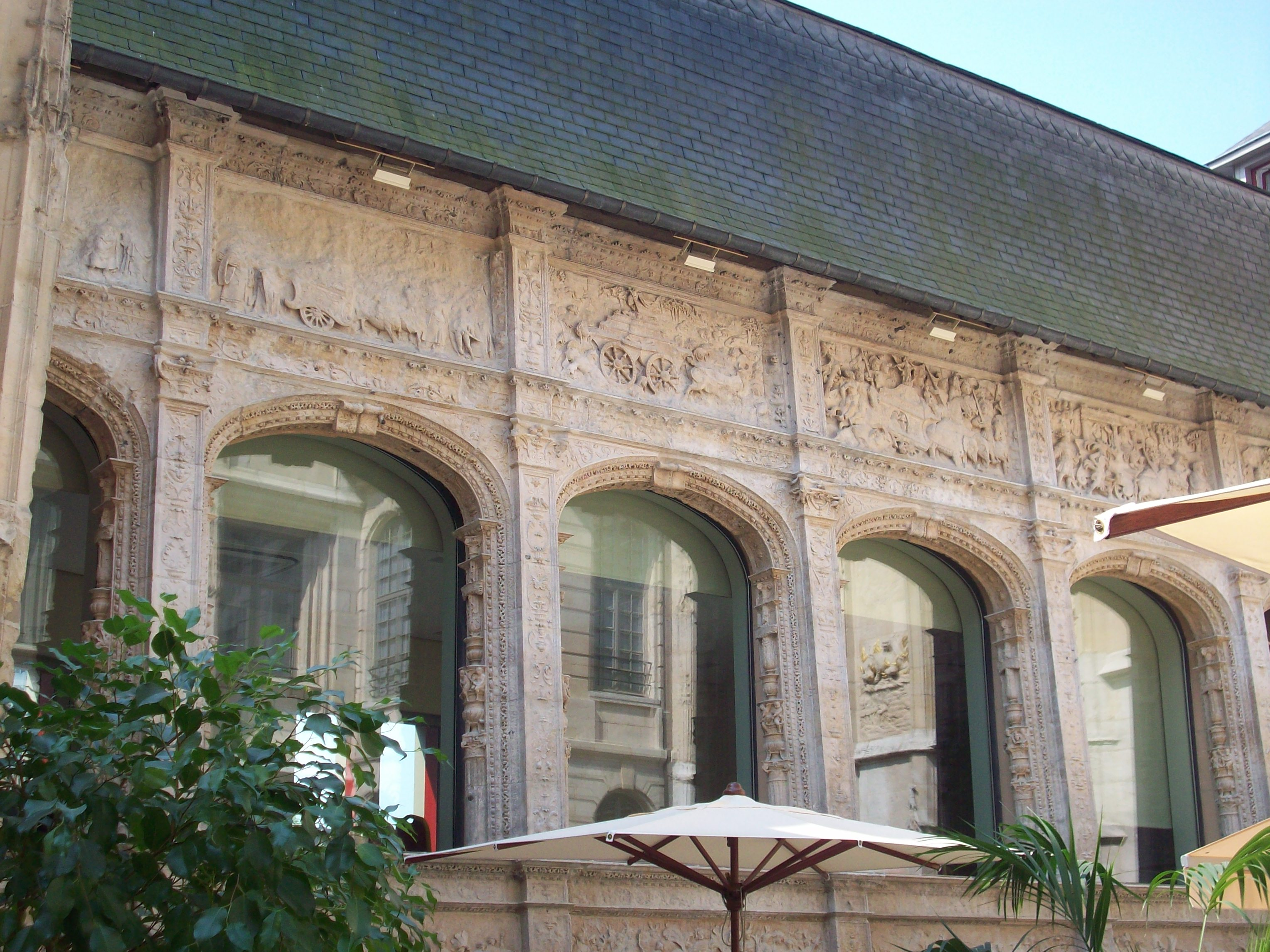
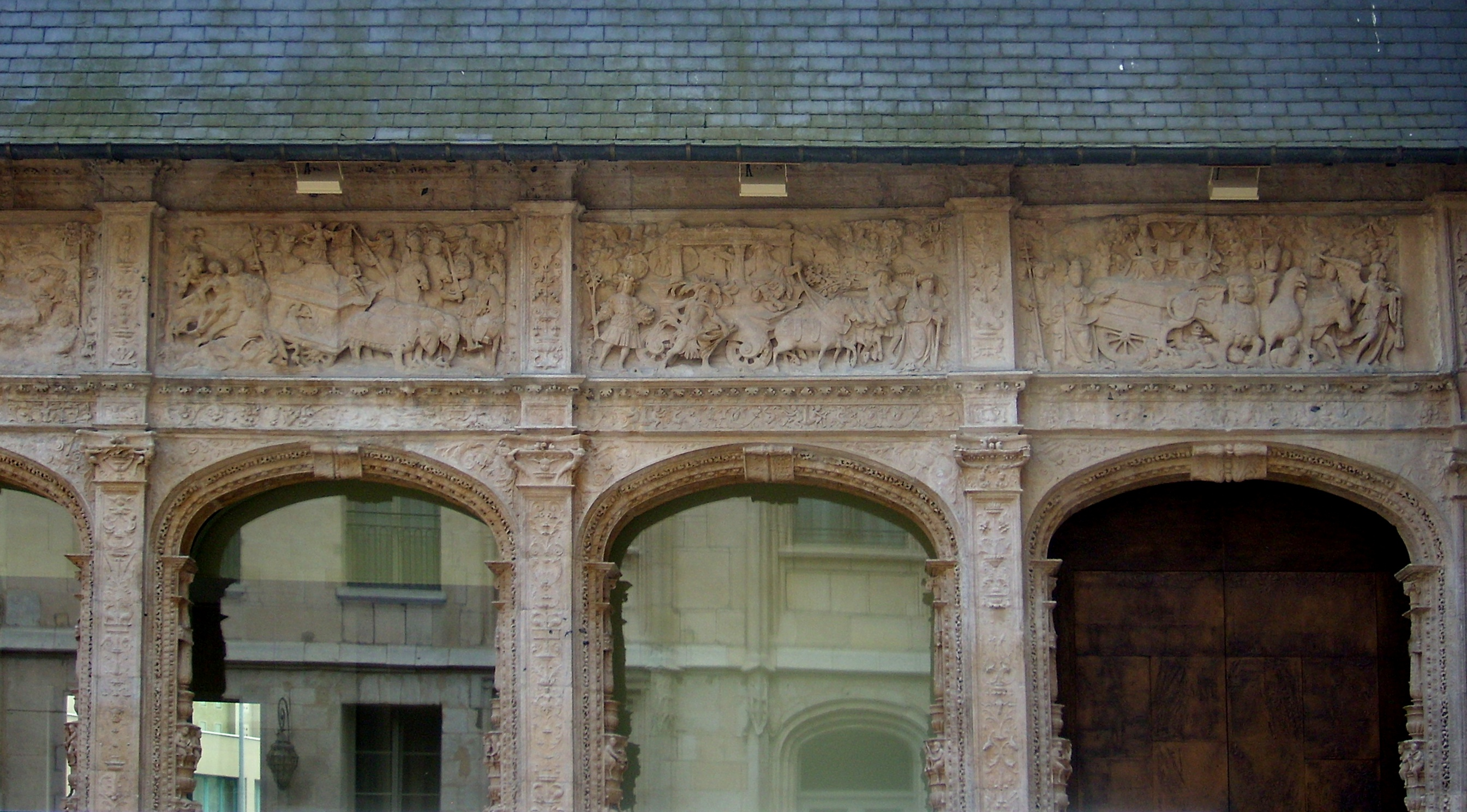
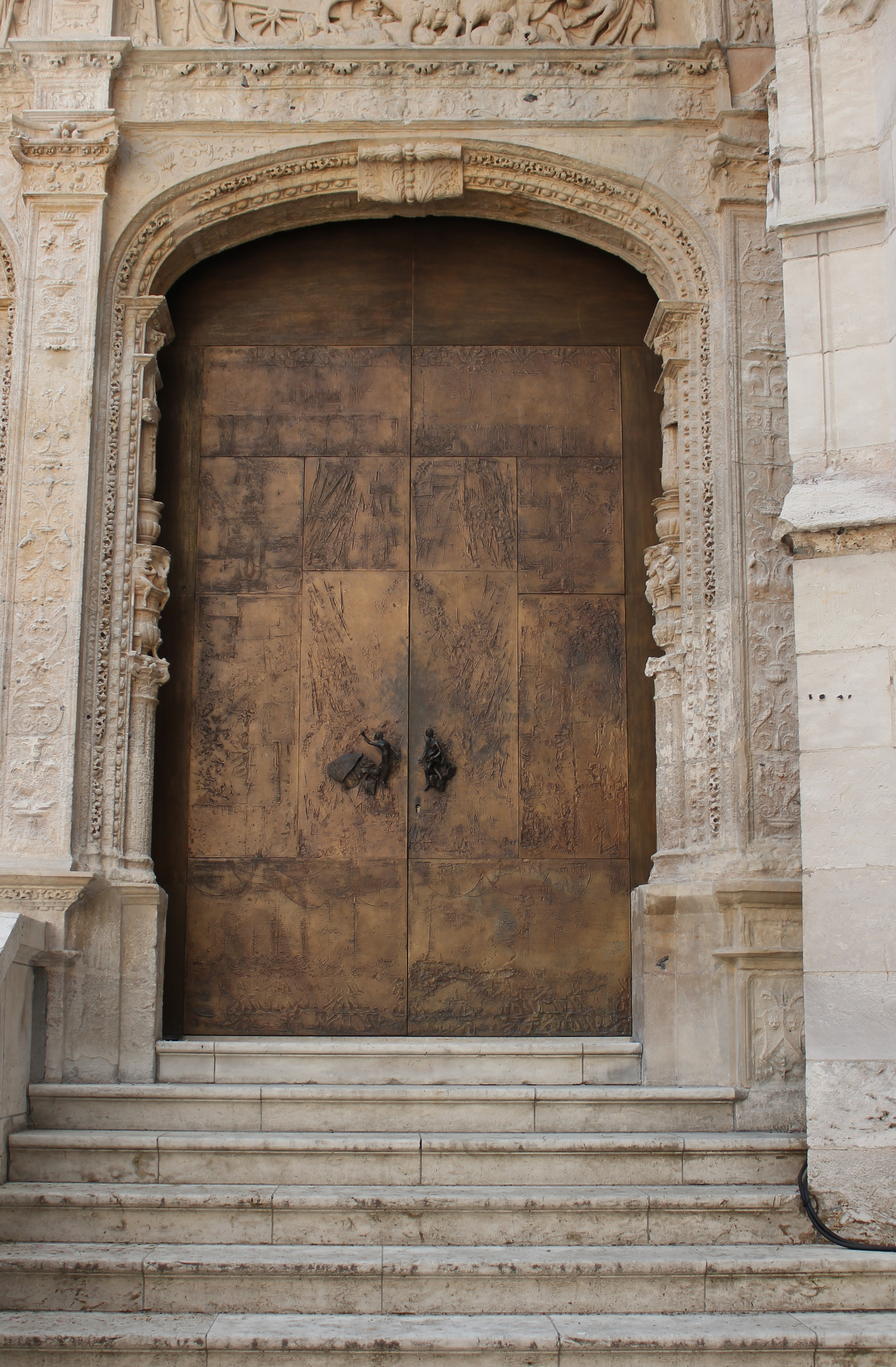

C'est la partie la plus spectaculaire de l'hôtel. En forme de loggia, l'aile marque l'arrivée de la Première Renaissance à Rouen. La plupart des hôtels particuliers de l'époque possédaient de telles galeries qui mettaient en contact le corps de logis principal et les communs. Il n'y avait pas de fenêtres. En dessous se trouvaient les écuries et les remises, ouvrant vers le sud, dans la rue du Panneret.
Elle a été édifiée à l'époque de Guillaume III le Roux qui était abbé d'Aumale (d'où son nom). La date ne peut être antérieure à 1520 du fait de la représentation de l'entrevue du camp du Drap d'Or.
La galerie d'Aumale s'orne de bas-reliefs sculptés dans la pierre calcaire. La sculpture occupe la totalité de la surface. Les arcades sont ornées de colonnes à candélabres typiques de la Renaissance rouennaise. Au registre inférieur, les cinq panneaux illustrent une scène historique contemporaine du monument : l'entrevue du camp du Drap d'Or entre François Ier et le roi d'Angleterre Henri VIII. Quant au registre supérieur, les six panneaux sont inspirés des Triomphes du poète Pétrarque, dont deux extrêmement mutilées.

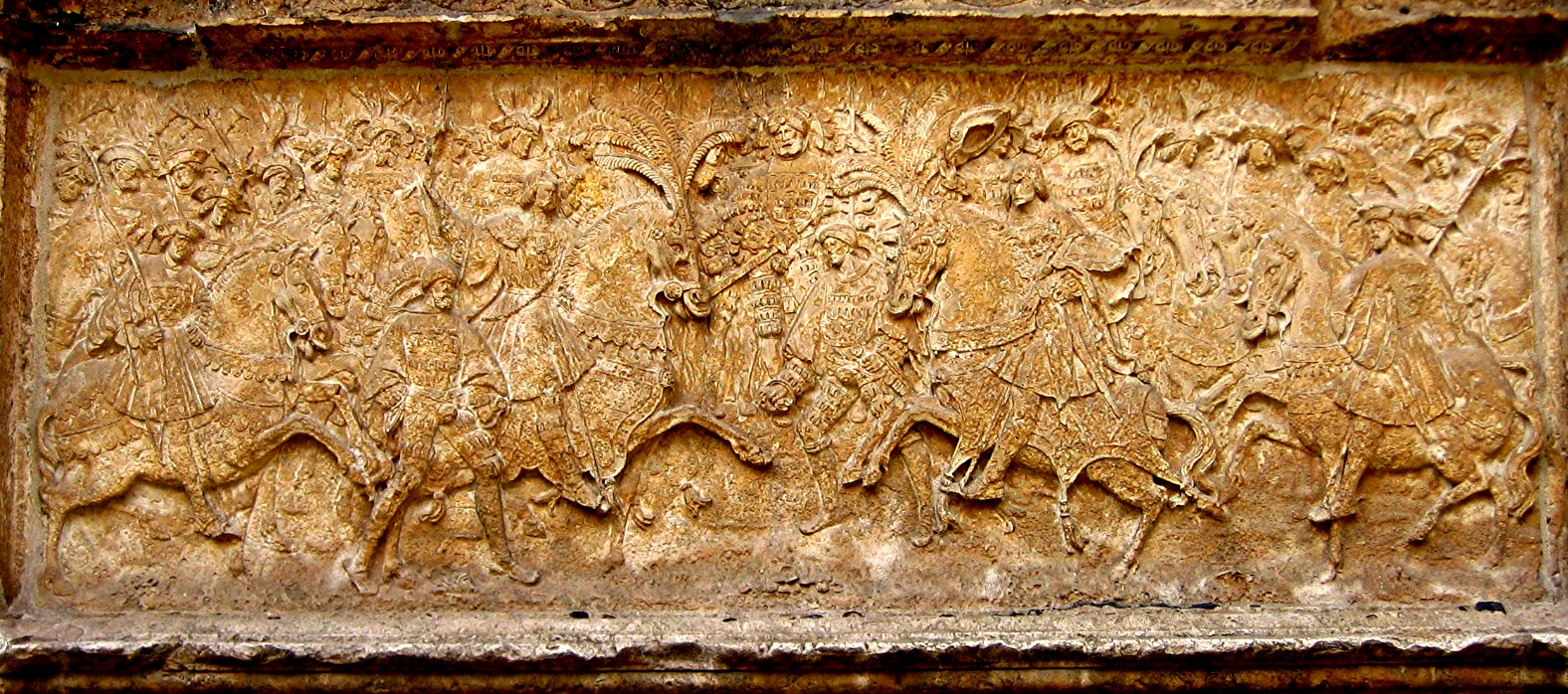
Relief de l'Entrevue du Camp du Drap d'Or.
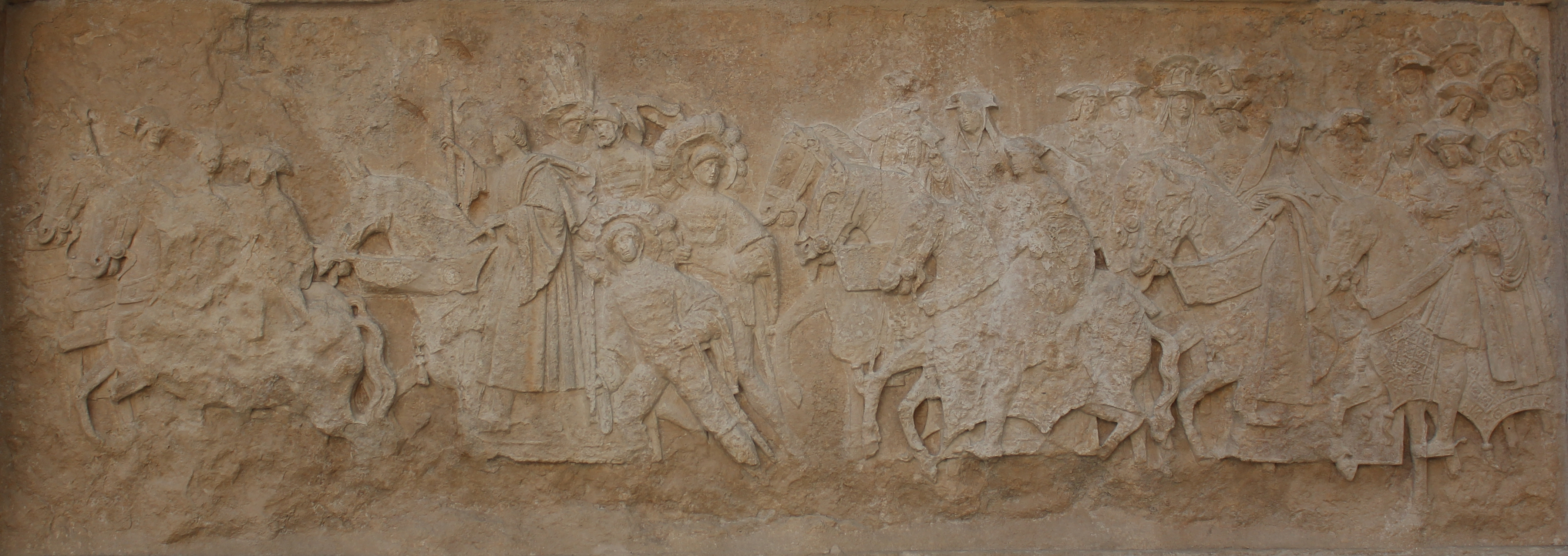
Relief de l'Entrevue du Camp du Drap d'Or.
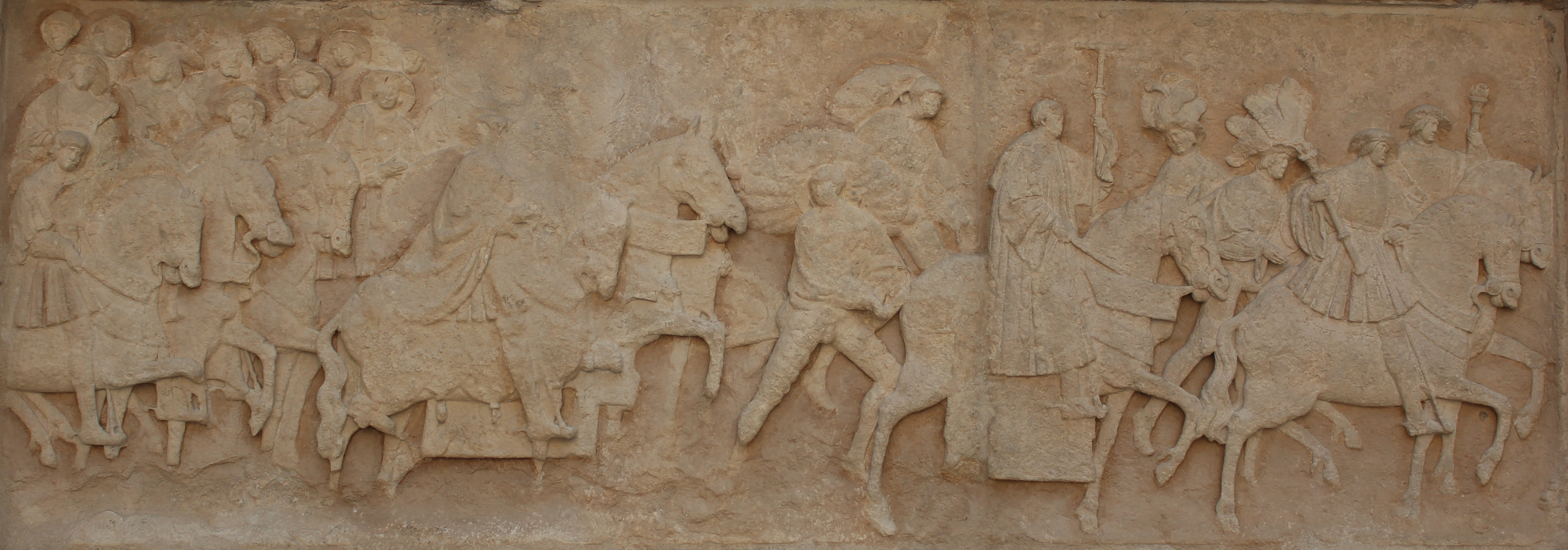
Relief de l'Entrevue du Camp du Drap d'Or.

### Aile Nord
Cette aile du logis a été complètement reconstruite vers 1682, puis transformée après l'incendie de 1770.
Ses dispositions devaient être proches de celles de l'aile ouest. En particulier, il devait y avoir deux grandes fenêtres à meneaux gothiques surmontées, au niveau du comble, de lucarnes proches de celles de l'aile ouest. Il reste bien peu de choses de ces dispositions d'origine. Au rez-de-chaussée se trouvait la cuisine, au premier étage, la chambre du propriétaire. Un étage a été ajouté au XVIIe siècle. Il était composé également de chambres. La tourelle qui se trouvait à la charnière des deux ailes du logis a disparu, remplacée par un nouveau bâtiment.

### Aile Est: le revers de la façade principale

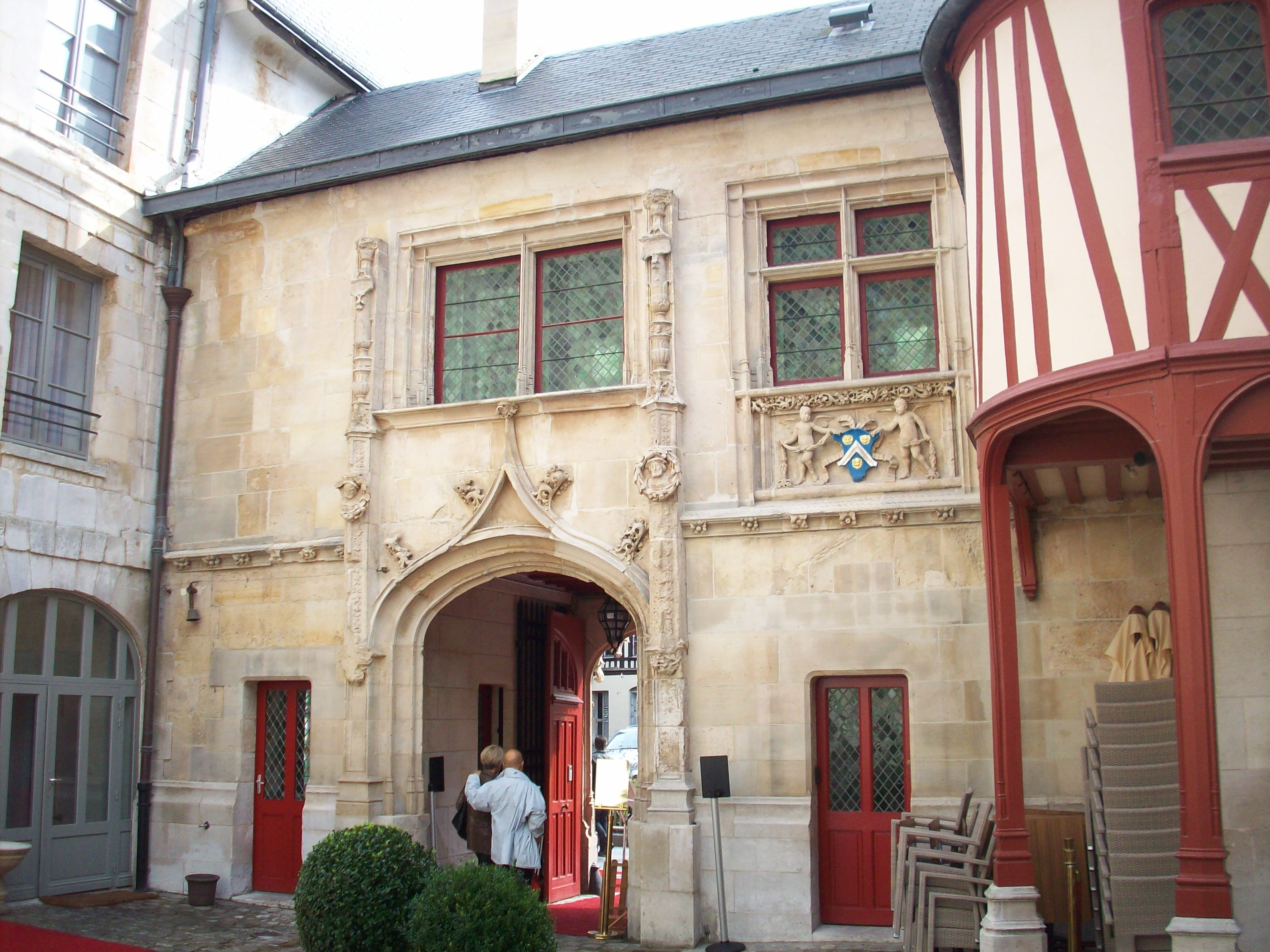
Portail de la façade de l'aile Est de Style Louis XII.
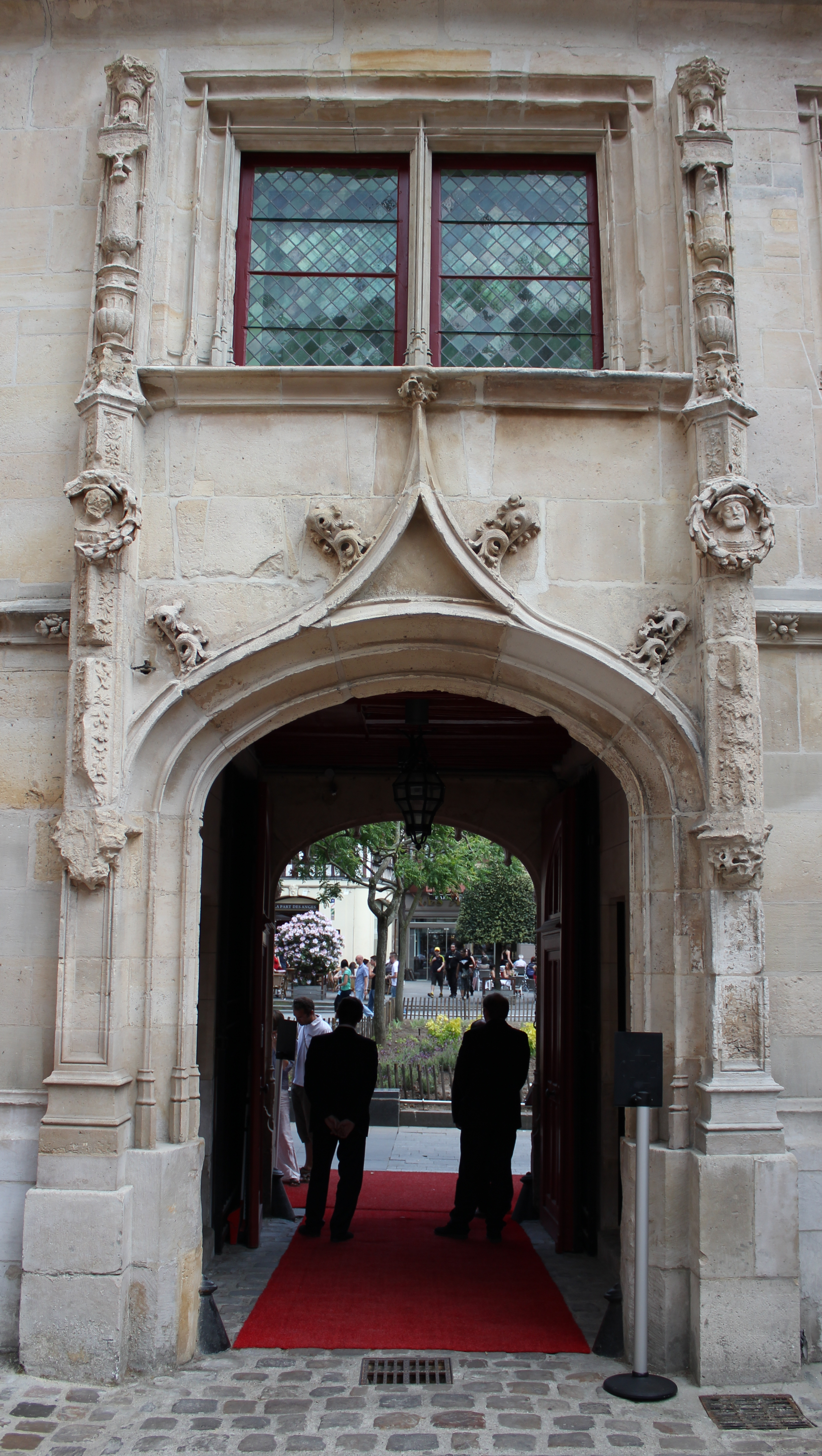
Le portail de Style Louis XII avec accolade et médaillon à l'antique.
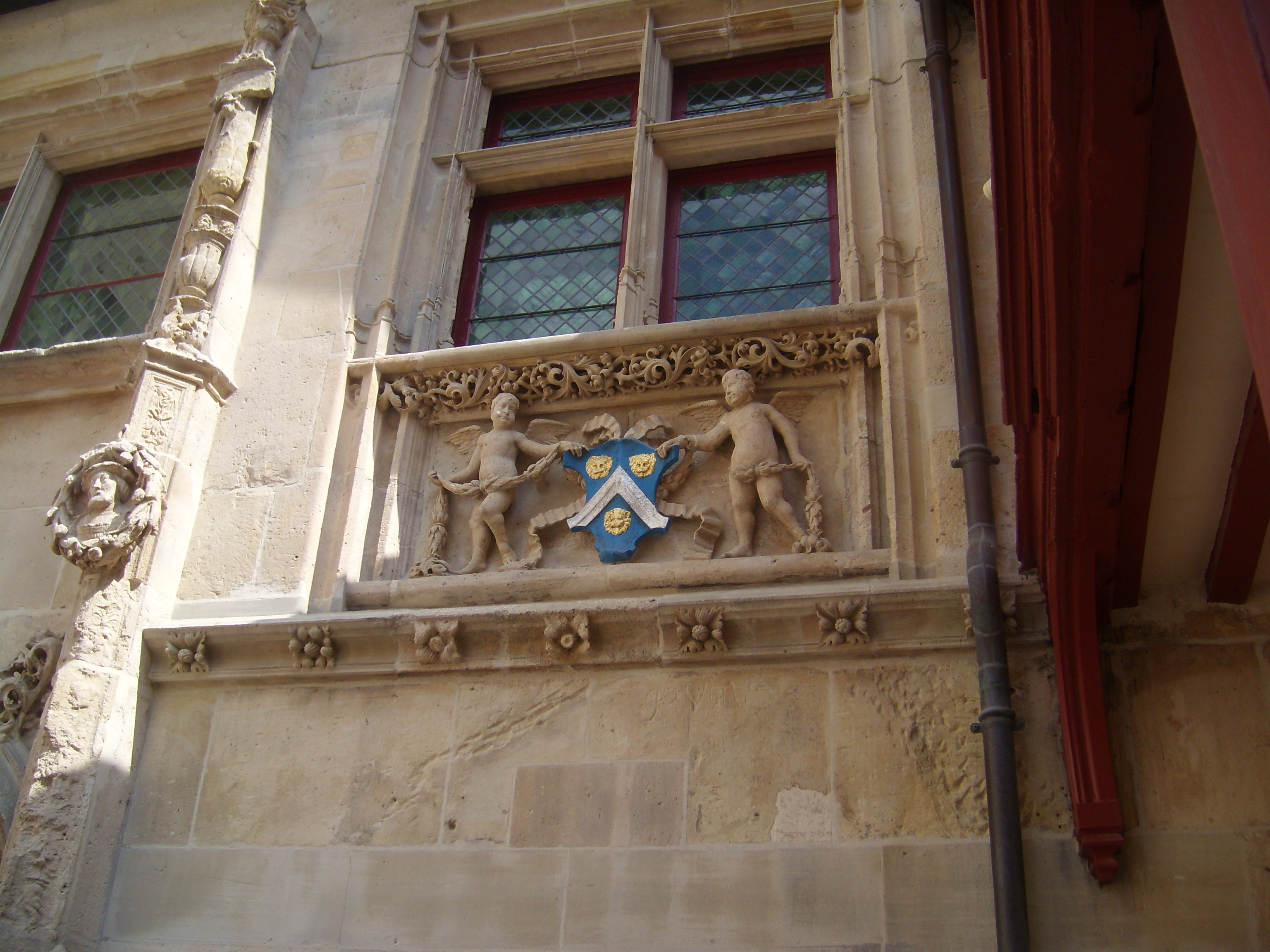
Les armoiries des seigneurs de Bourgtheroulde.
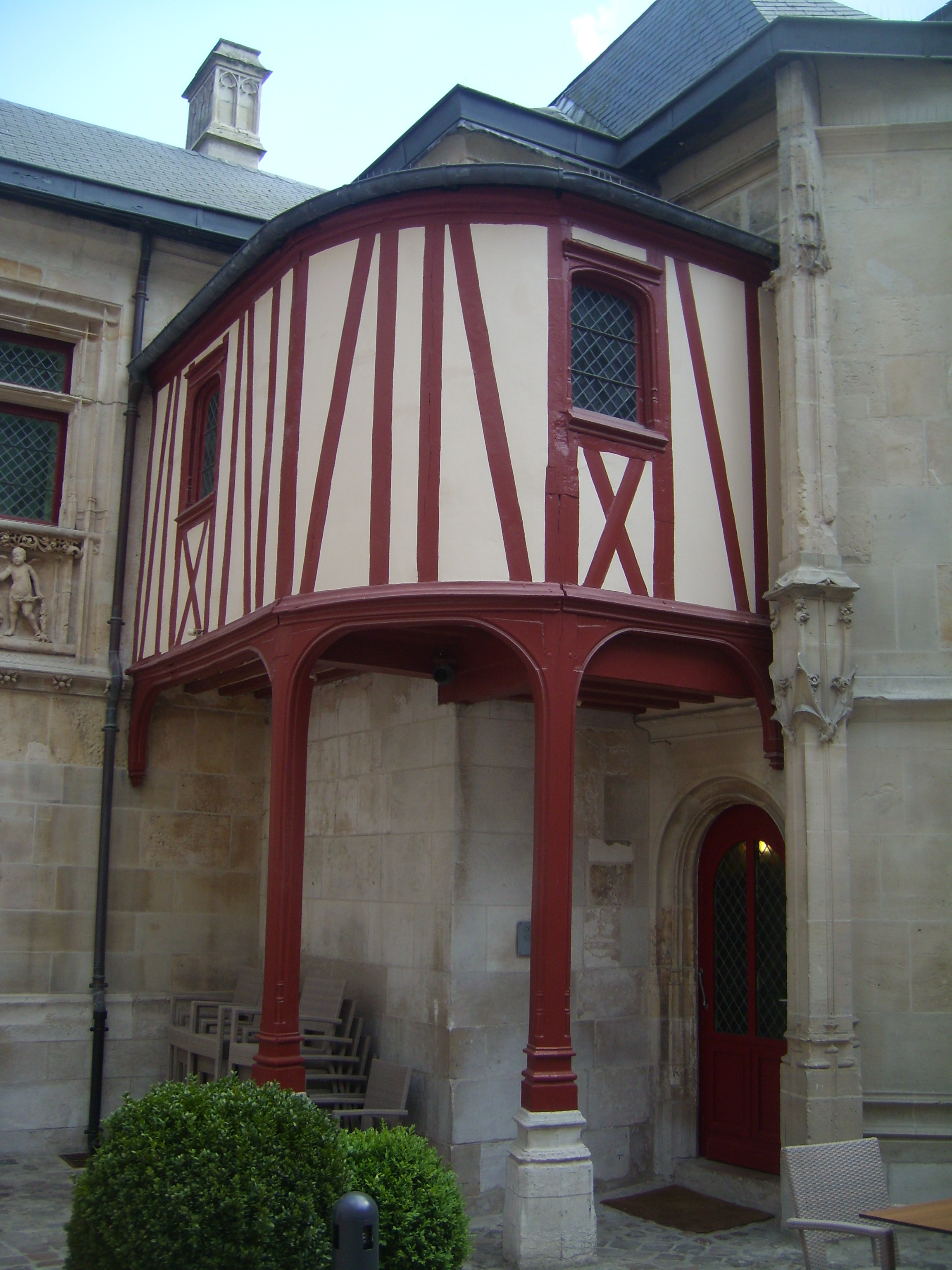
Passage en colombages.
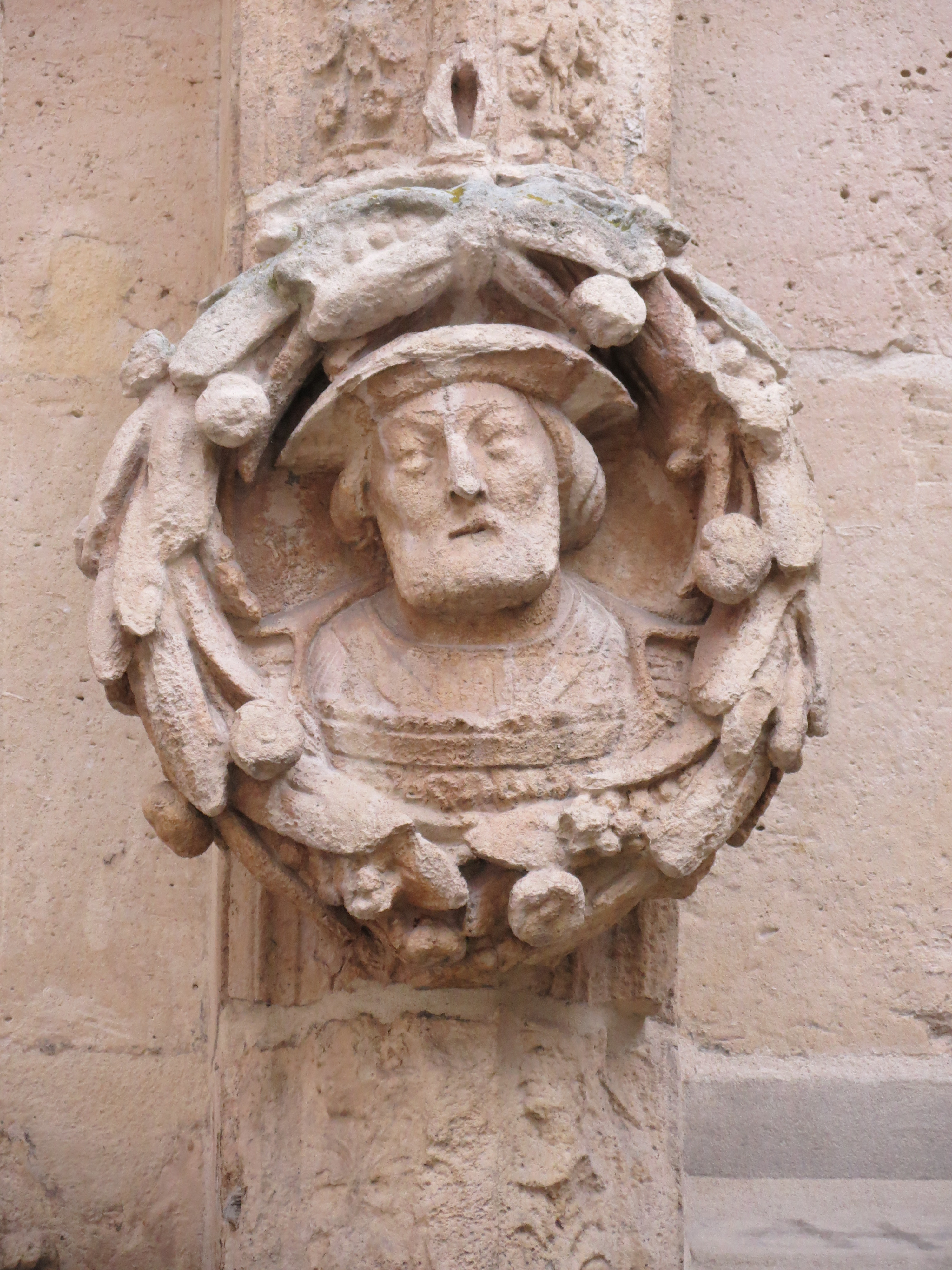
Médaillon : François Ier ?
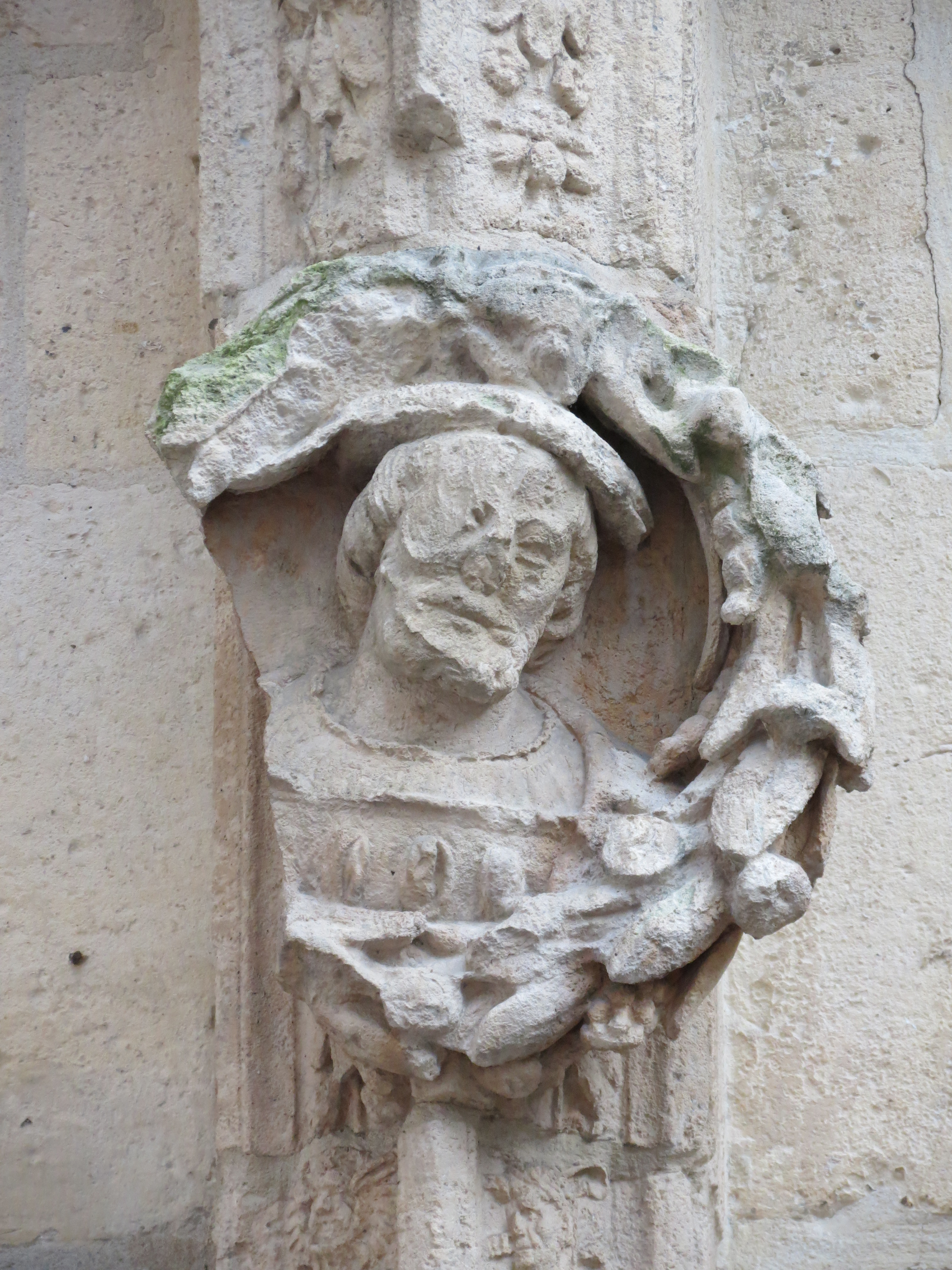
Médaillon : Henri VIII ?

Donnant sur la place de la Pucelle par un portail décoré d'un arc en accolade, l'aile Est correspond au revers de la façade principale. De style Louis XII, elle conserve encore des éléments de l'art gothique flamboyant tels que les pinacles, les fenêtres à meneaux et l'arc en anse de panier, mais qui se retrouvent déjà plaqués d'éléments italiens notamment sur les deux pilastres qui bordent le portail et qui supportent deux médaillons à l'antique présentant des bustes de personnages,.
On a voulu voir dans ces deux personnages Henri VIII et François Ier.

## Décors disparus relevés par Eustache-Hyacinthe Langlois

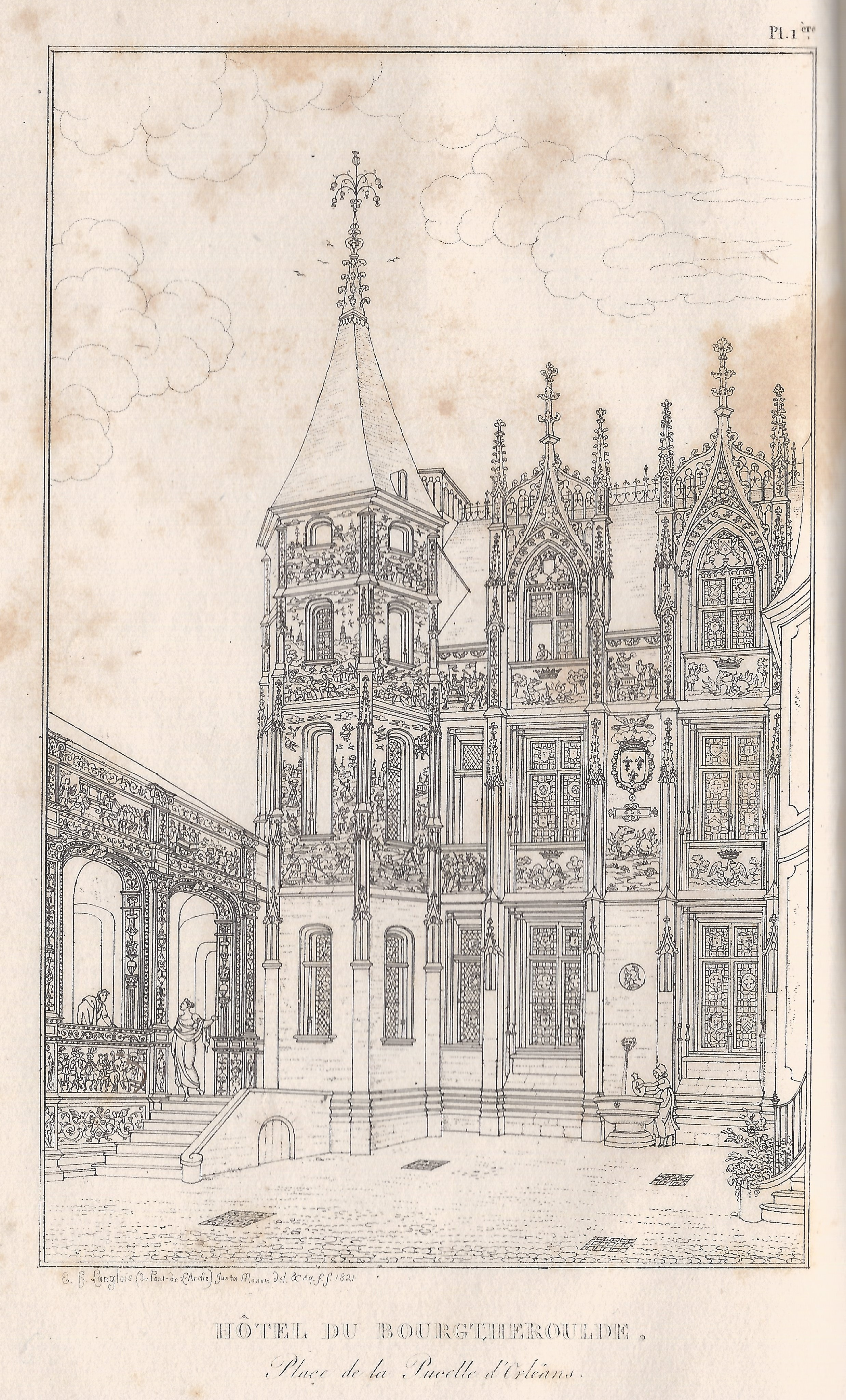
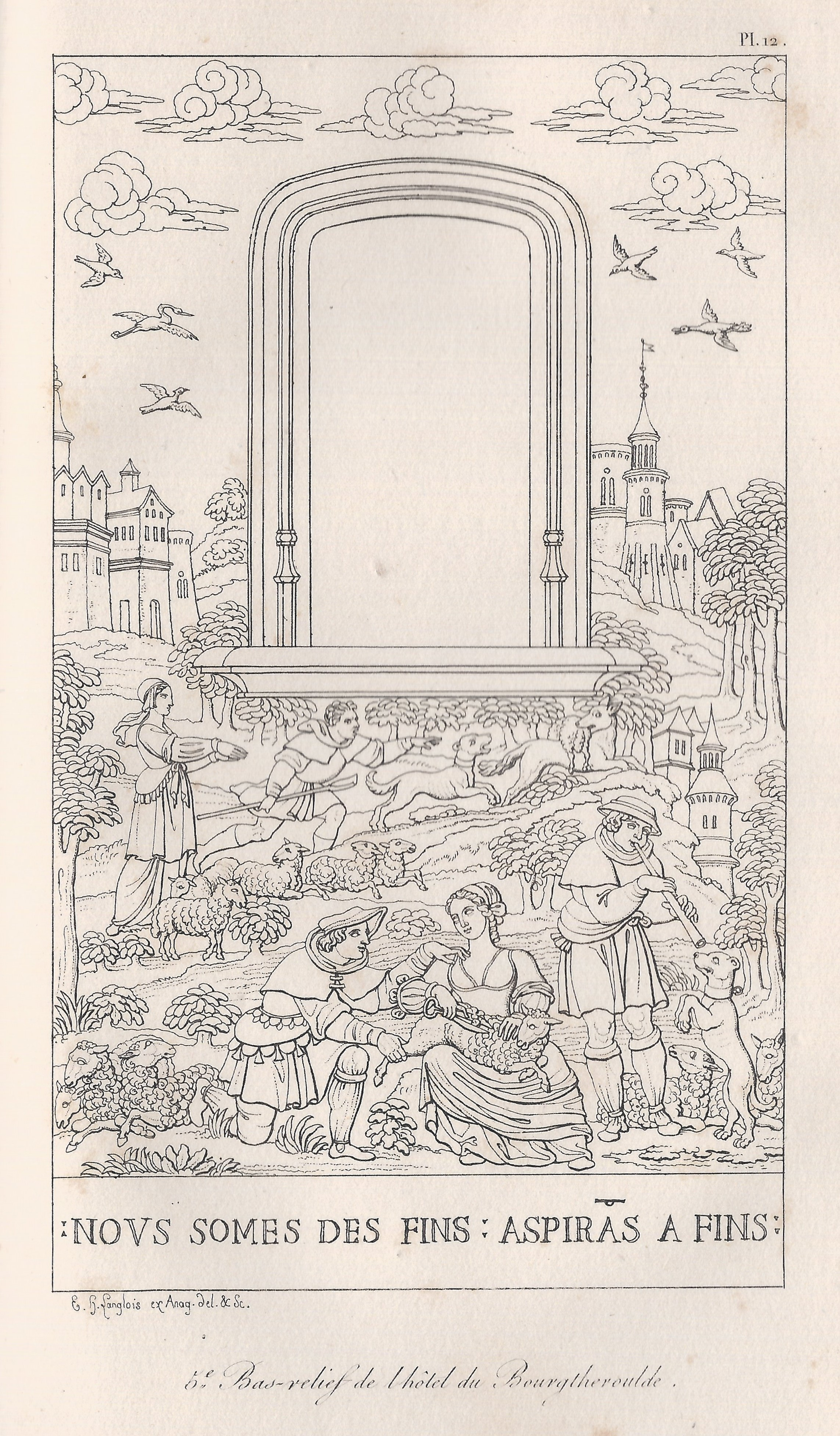
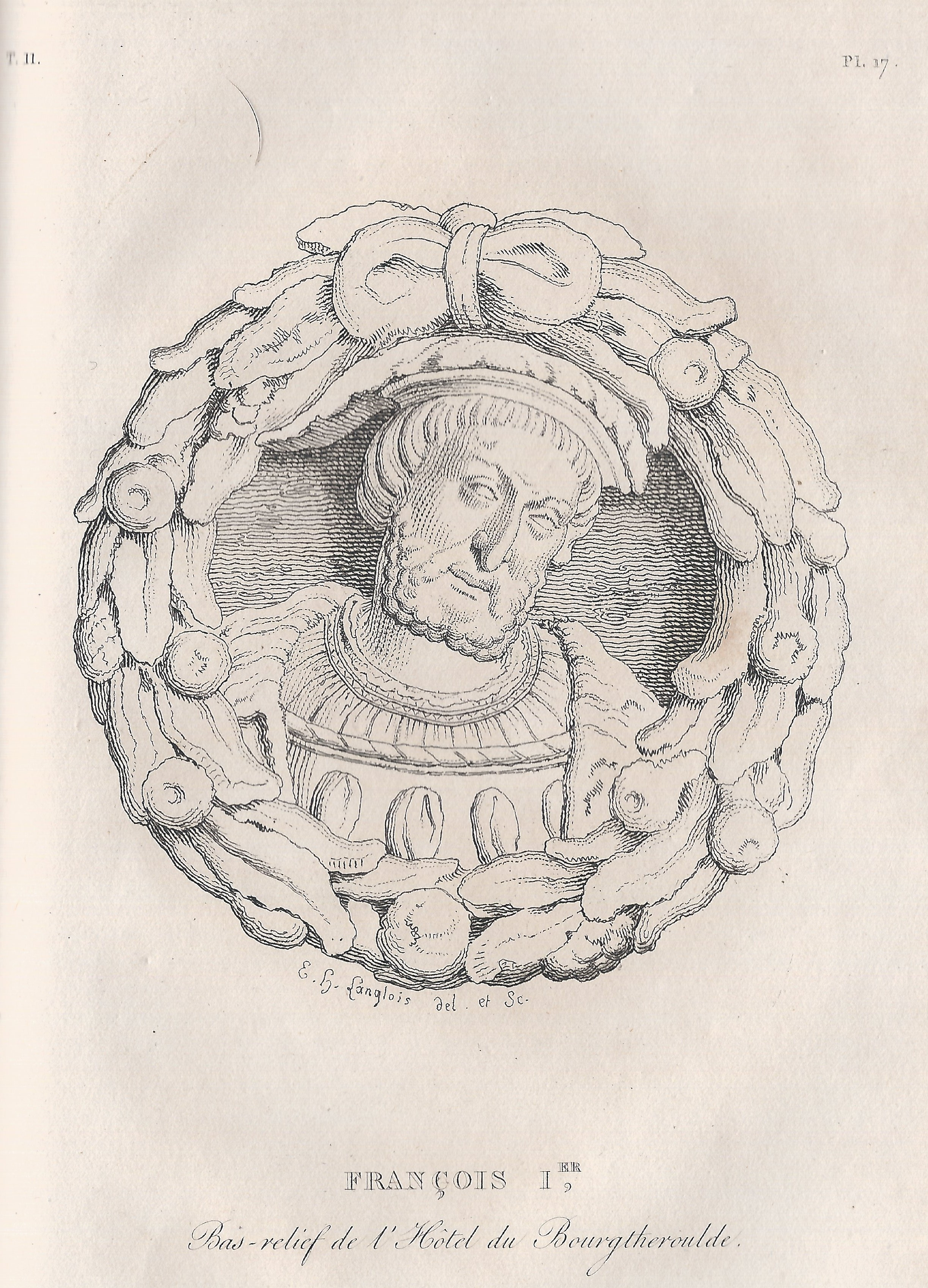
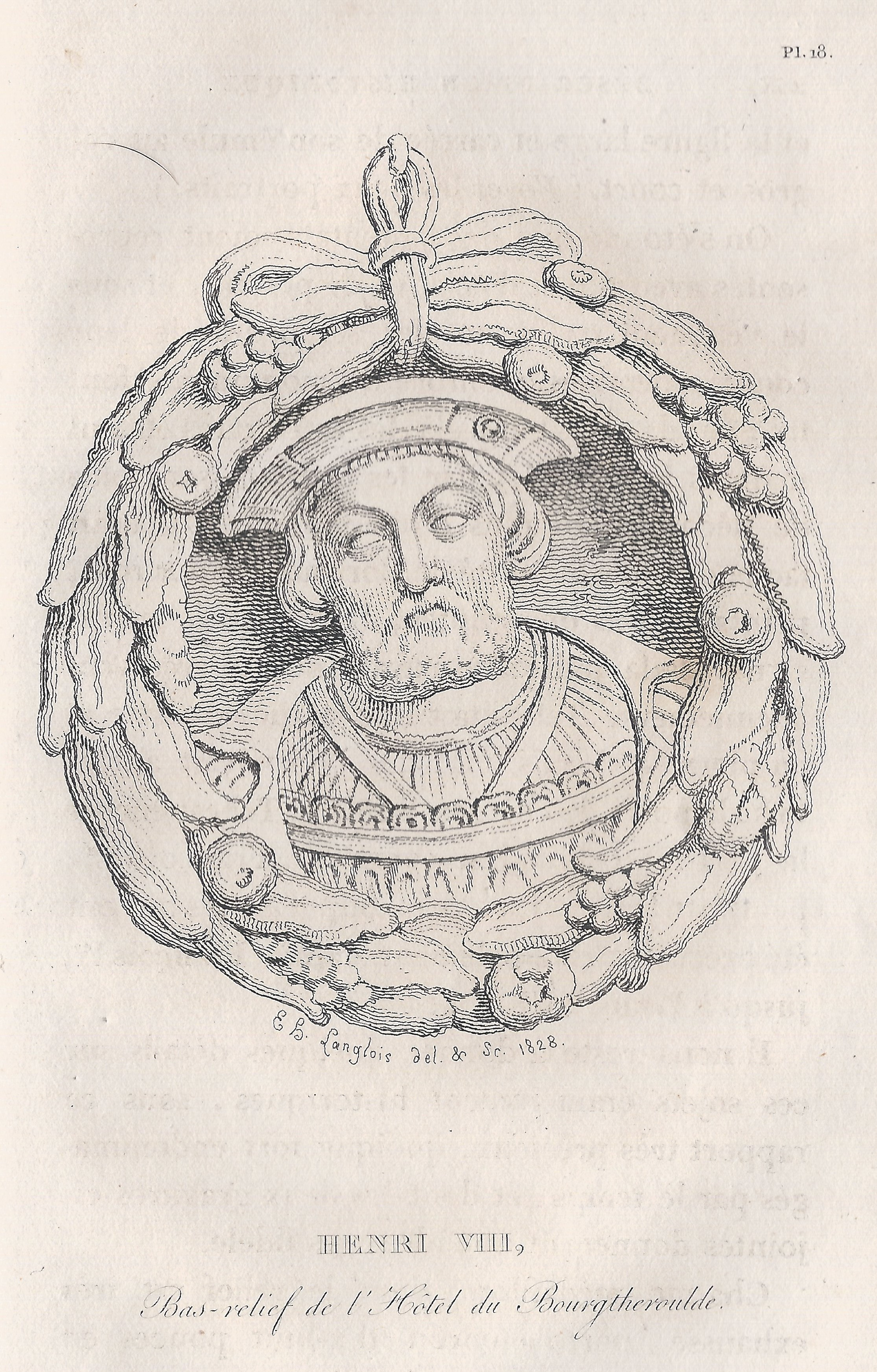
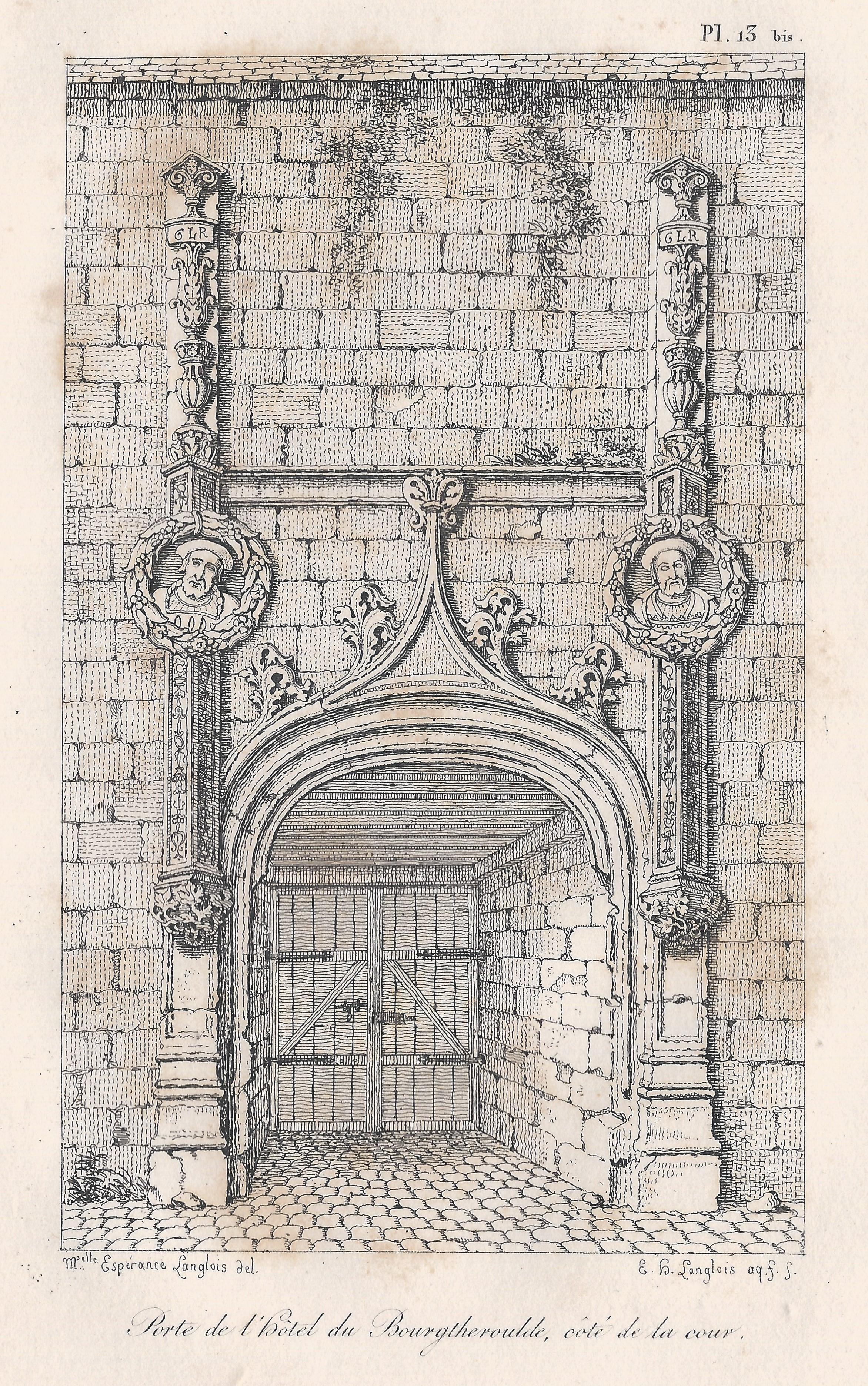
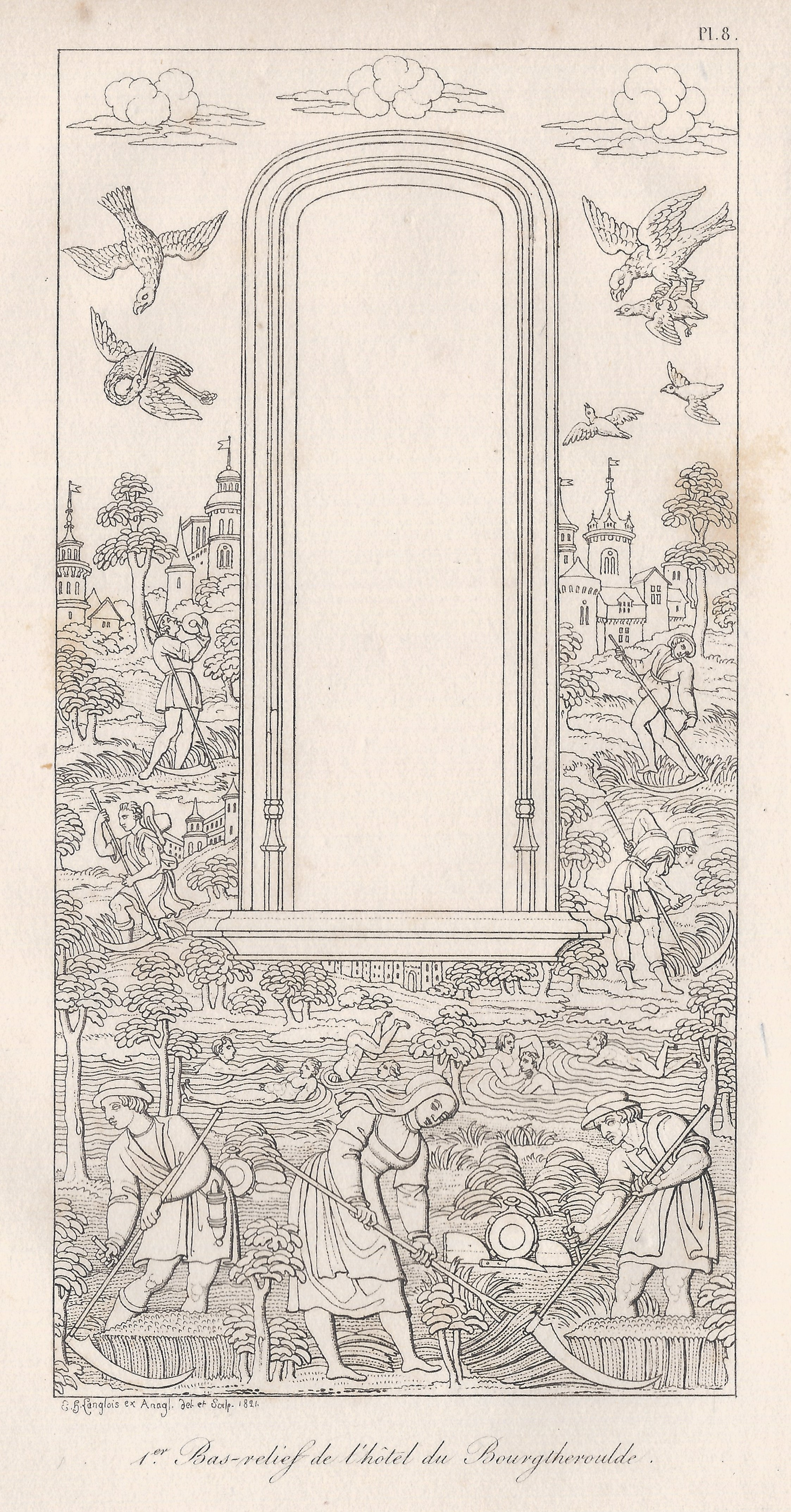
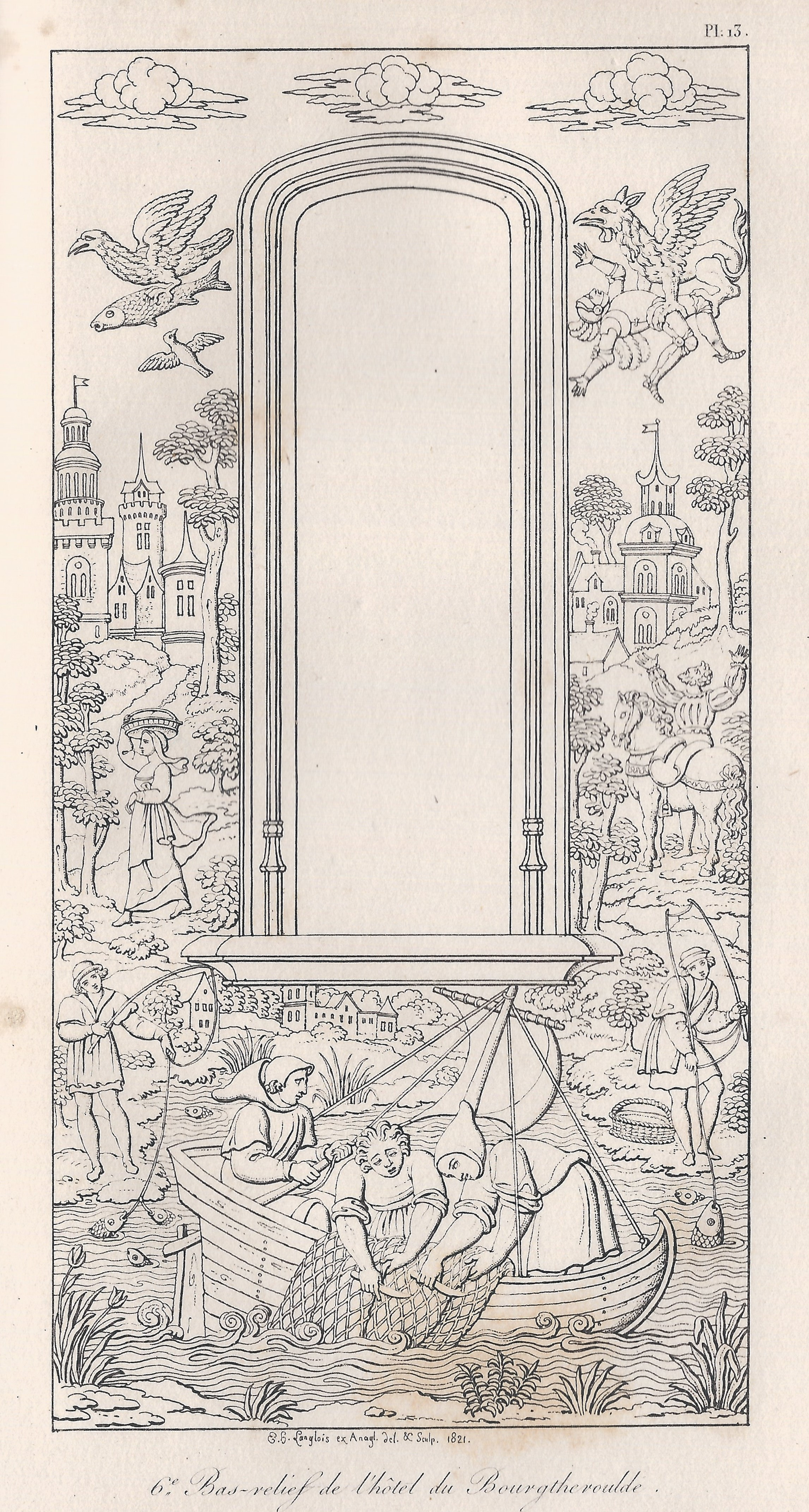
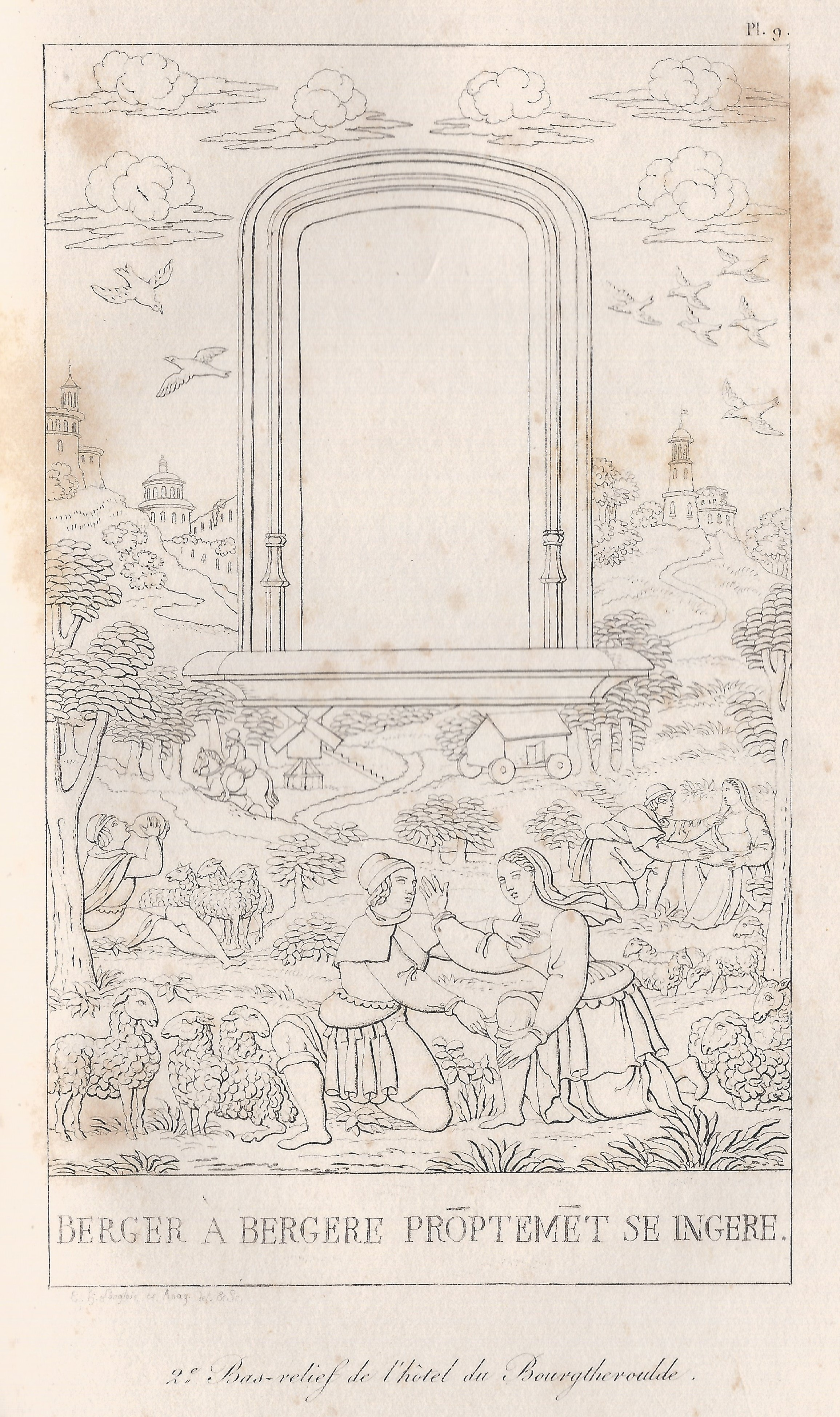
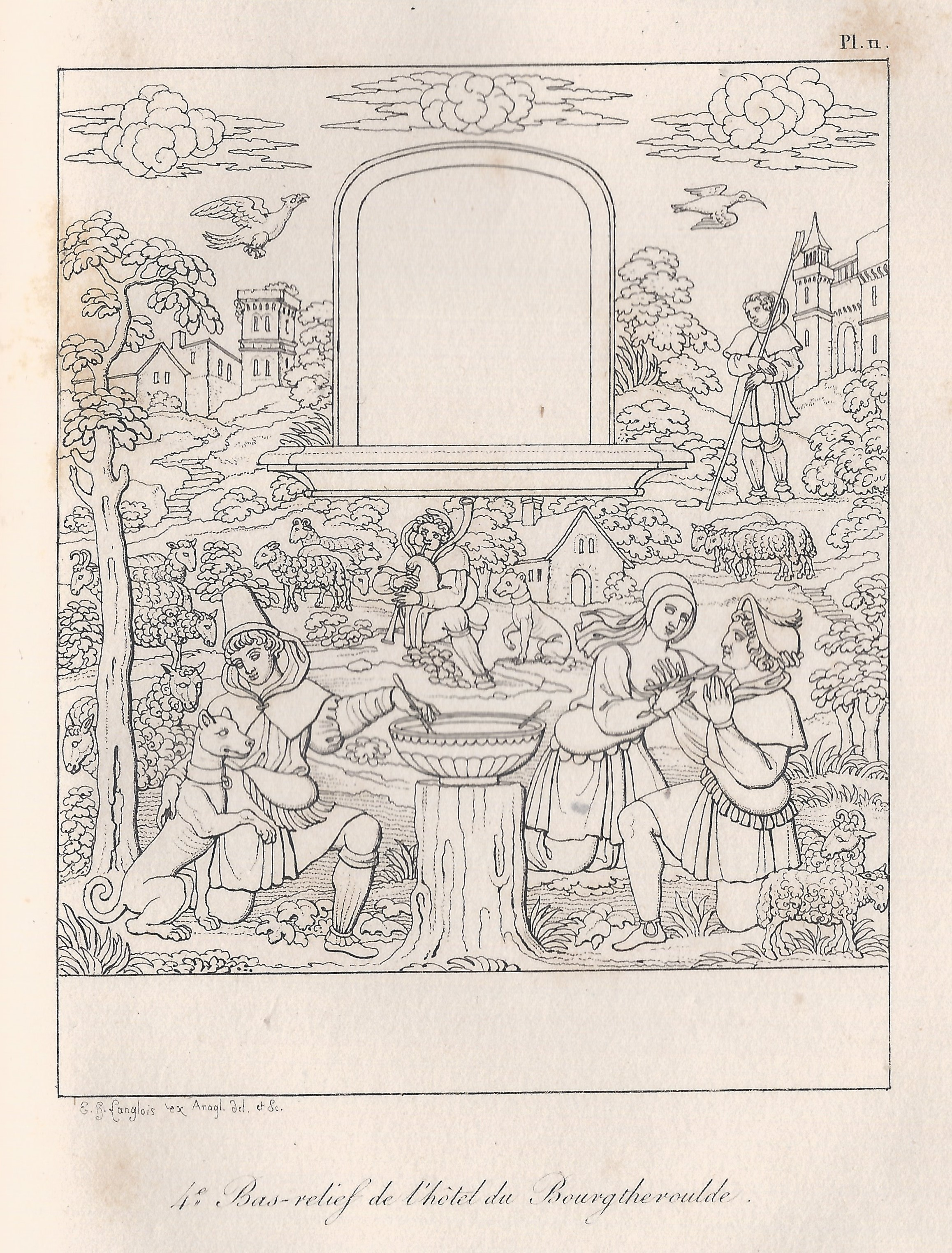
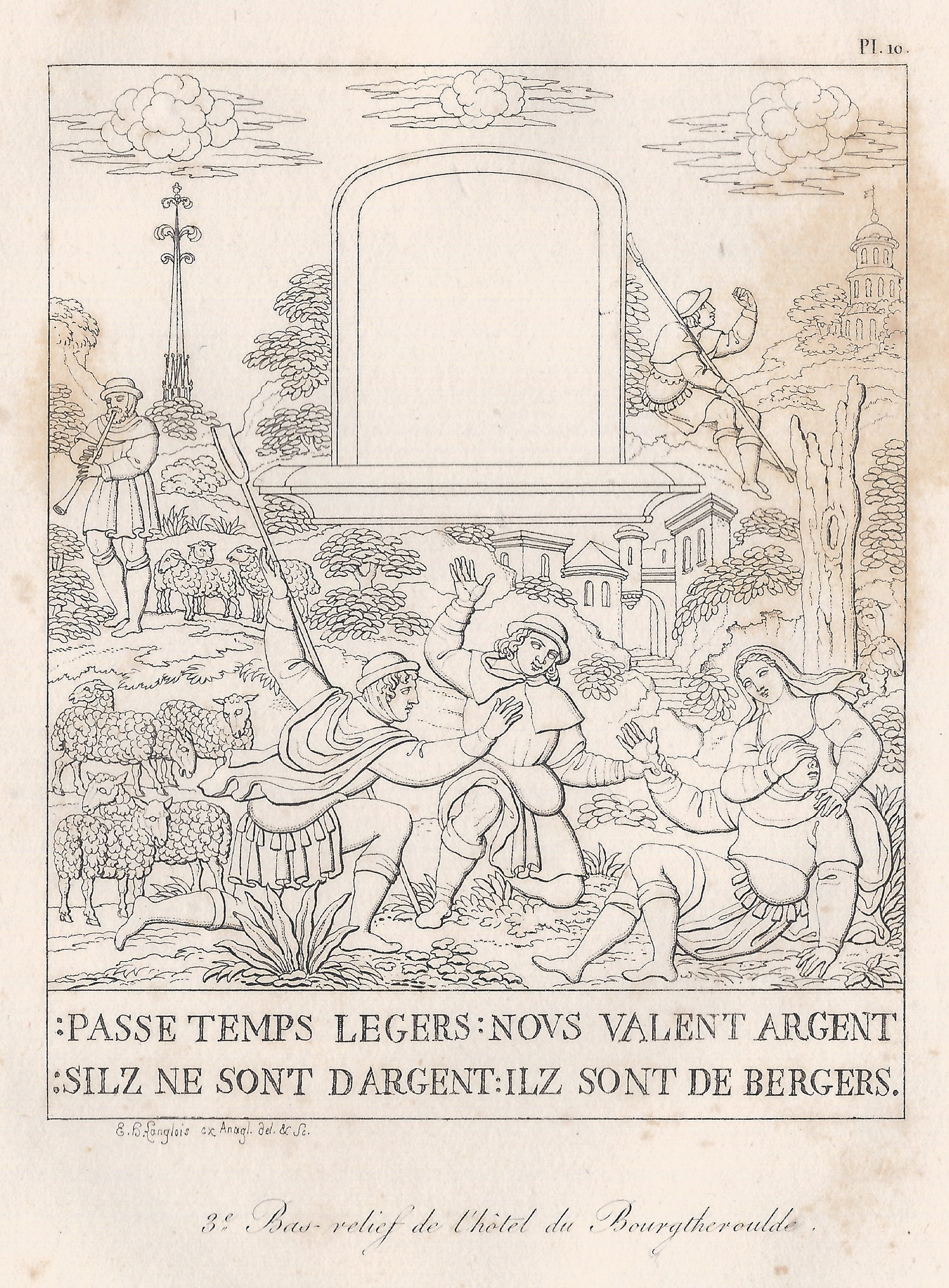

## Pour approfondir

### Sources et bibliographie
- Actes du premier colloque international de l'association verre et histoire Paris-La Défense/ Versailles, 13-15 octobre 2005. Intervention de Sophie Lagabrielle, conservateur en chef, Musée du Moyen Âge, Paris.
- Jules Adeline, L'Hôtel du Bourgtheroulde, in La Normandie monumentale et pittoresque, Seine-Inférieure, 1893, Le Havre, Lemale et Cie, imprimeurs, éditeurs, p. 33-36.
- Olivier Chaline (dir.), Les Hôtels particuliers de Rouen, Rouen, Société des Amis des monuments rouennais, 2002, 224 p. (ISBN 978-2-9509804-9-6, OCLC 469254974), p. 189-193.
- Robert Ducher (photogr. Pierre Devinoy), Caractéristiques des styles, Paris, Flammarion Éditeur, 1963, 410 p.   (ISBN 9782080113597).
- Isabelle Lettéron, Rouen : l'Hôtel de Bourgtheroulde et sa galerie, Connaissance du patrimoine de Haute-Normandie, 1992 (Itinéraires du patrimoine,  (ISSN 1159-1722))  (ISBN 2-9506014-3-X).
- Isabelle Lettéron et Delphine Gillot, Rouen, l'Hôtel de Bourgtheroulde, demeure des Le Roux, Connaissance du patrimoine, no 44, Rouen, 1996  (ISBN 2-910316-09-2).
- Stéphane Nappez, L'Hôtel de Bourgtheroulde : du camp du Drap d'or au siège du CIN, éd. PTC, 2004.
- Yvon Pailhès, Rouen : un passé toujours présent… : rues, monuments, jardins, personnages, Luneray, Bertout, 1994, 285 p. (ISBN 978-2-86743-219-4, OCLC 466680895), p. 114-115.
- Léon Palustre (dir.), L'architecture de la Renaissance, Paris, 7 rue Saint-Benoît, ancienne maison Quentin, Libraires-Imprimerie réunies, 1892  (ISBN 9781508701187).
- Guy Pessiot, Histoire de Rouen 1850-1900, du P'tit Normand, 1983, p. 204-205, Sur la restauration de la façade en 1899.
- Paul Rouaix, Histoire des beaux arts Moyen Âge renaissance, Paris, Librairie Renouard, Henri Laurens., 1906, 194 p.
- Eugène Viollet-le-Duc, Dictionnaire raisonné de l’architecture française du XIe au XVIe siècle, t. 1, Paris, rue Mignon, Imprimerie de E. Martinet, 1854-1868  (ISBN 9783849135973).